# 横滨市消防局
横滨市消防局（日语：／ Yokohama shi shōbōkyoku */?）是日本神奈川县横滨市的消防机关，其辖区为横滨市全域。
截至2023年3月，横滨市消防局下辖18个消防署、78个消防出张所，共有535台各型消防车辆、3艘消防艇和2架消防直升机。

## 沿革
1948年3月7日，消防组织法实施，横滨市消防机构从神奈川县警察部保安课分离，横滨市消防局成立。2006年4月，横滨市政府机关改革，在原消防局基础上成立横滨市安全管理局，并将原总务局的危机管理职能、原市民局的预防犯罪职能划入安全管理局。2010年4月，横滨市安全管理局恢复了横滨市消防局的名称。

## 组织机构
横滨市消防局内设机构如下：
- 总务部
  - 总务课
  - 企划课
  - 人事课
  - 设施课
  - 消防团课
- 预防部
  - 预防课
  - 保安课
  - 指导课
  - 横滨市民防灾中心
- 警防部
  - 警防课
  - 司令课
- 救急部
  - 救急课
- 消防训练中心
  - 管理研究课
  - 教育课
- 横滨直升机场
  - 航空科
  - 整备科

## 消防署所
横滨市消防局共有18个消防署、78个消防出张所，各消防署均设总务预防课和警防课。
- 鹤见消防署
  - 生脉消防出张所
  - 大黑町消防出张所
  - 末吉消防出张所
  - 入船消防出张所
  - 矢向消防出张所
  - 岸谷消防出张所
  - 寺尾消防出张所
  - 驹冈消防出张所
  - 鹤见水上消防出张所
- 神奈川消防署
  - 浦岛消防出张所
  - 菅田消防出张所
  - 片仓消防出张所
  - 松见消防出张所
- 西消防署
  - 浅间町消防出张所
  - 境之谷消防出张所
- 中消防署
  - 北方消防出张所
  - 山下町消防出张所
  - 山元町消防出张所
  - 本牧和田消防出张所
- 南消防署
  - 大冈消防出张所
  - 六川消防出张所
  - 莳田消防出张所
- 港南消防署
  - 芹谷消防出张所
  - 野庭消防出张所
  - 港南台消防出张所
  - 上永谷消防出张所
- 保土谷消防署
  - 西谷消防出张所
  - 本阵消防出张所
  - 今井消防出张所
  - 权太阪消防出张所
- 旭消防署
  - 幸丘消防出张所
  - 都冈消防出张所
  - 南本宿消防出张所
  - 若叶台消防出张所
  - 市泽消防出张所
  - 今宿消防出张所
- 矶子消防署
  - 杉田消防出张所
  - 洋光台消防出张所
- 金泽消防署
  - 东富冈消防出张所
  - 六浦消防出张所
  - 富冈消防出张所
  - 釜利谷消防出张所
  - 幸浦消防出张所
  - 能见台消防出张所
- 港北消防署
  - 纲岛消防出张所
  - 日吉消防出张所
  - 篠原消防出张所
  - 高田消防出张所
  - 新羽消防出张所
  - 小机消防出张所
- 绿消防署
  - 十日市场消防出张所
  - 长津田消防出张所
  - 鸭居消防出张所
  - 白山消防出张所
- 青叶消防署
  - 元石川消防出张所
  - 鸭志田消防出张所
  - 芒野消防出张所
  - 荏田消防出张所
  - 青叶台消防出张所
  - 奈良消防出张所
- 都筑消防署
  - 川和消防出张所
  - 佐江户消防出张所
  - 仲町台消防出张所
  - 北山田消防出张所
- 户塚消防署
  - 大正消防出张所
  - 吉田消防出张所
  - 鸟丘消防出张所
  - 东户塚消防出张所
  - 深谷消防出张所
- 荣消防署
  - 丰田消防出张所
  - 上乡消防出张所
- 泉消防署
  - 冈津消防出张所
  - 中田消防出张所
  - 泉野消防出张所
  - 绿园消防出张所
- 濑谷消防署
  - 中濑谷消防出张所
  - 下濑谷消防出张所
  - 阿久和消防出张所

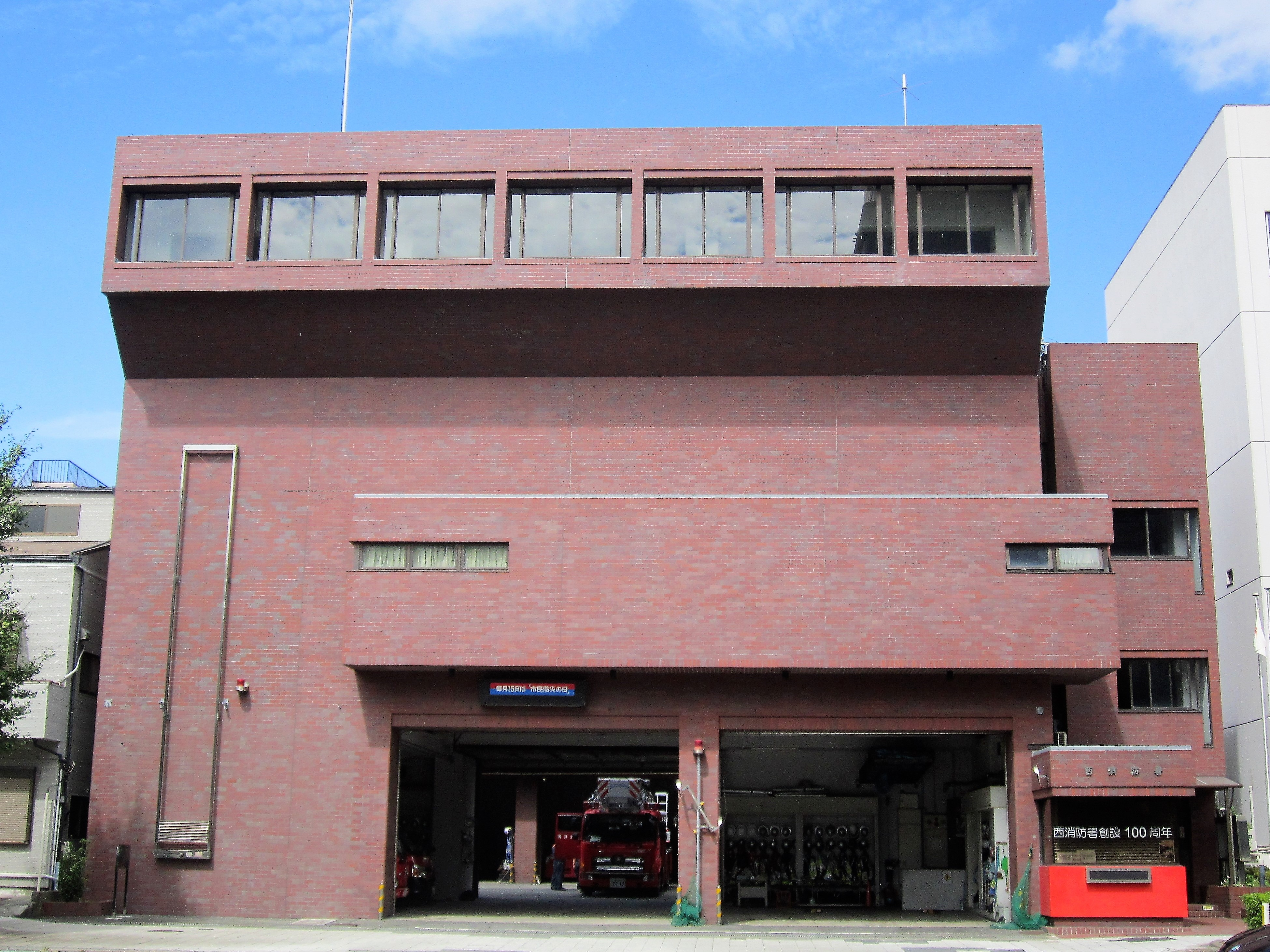
西消防署（2019年9月）
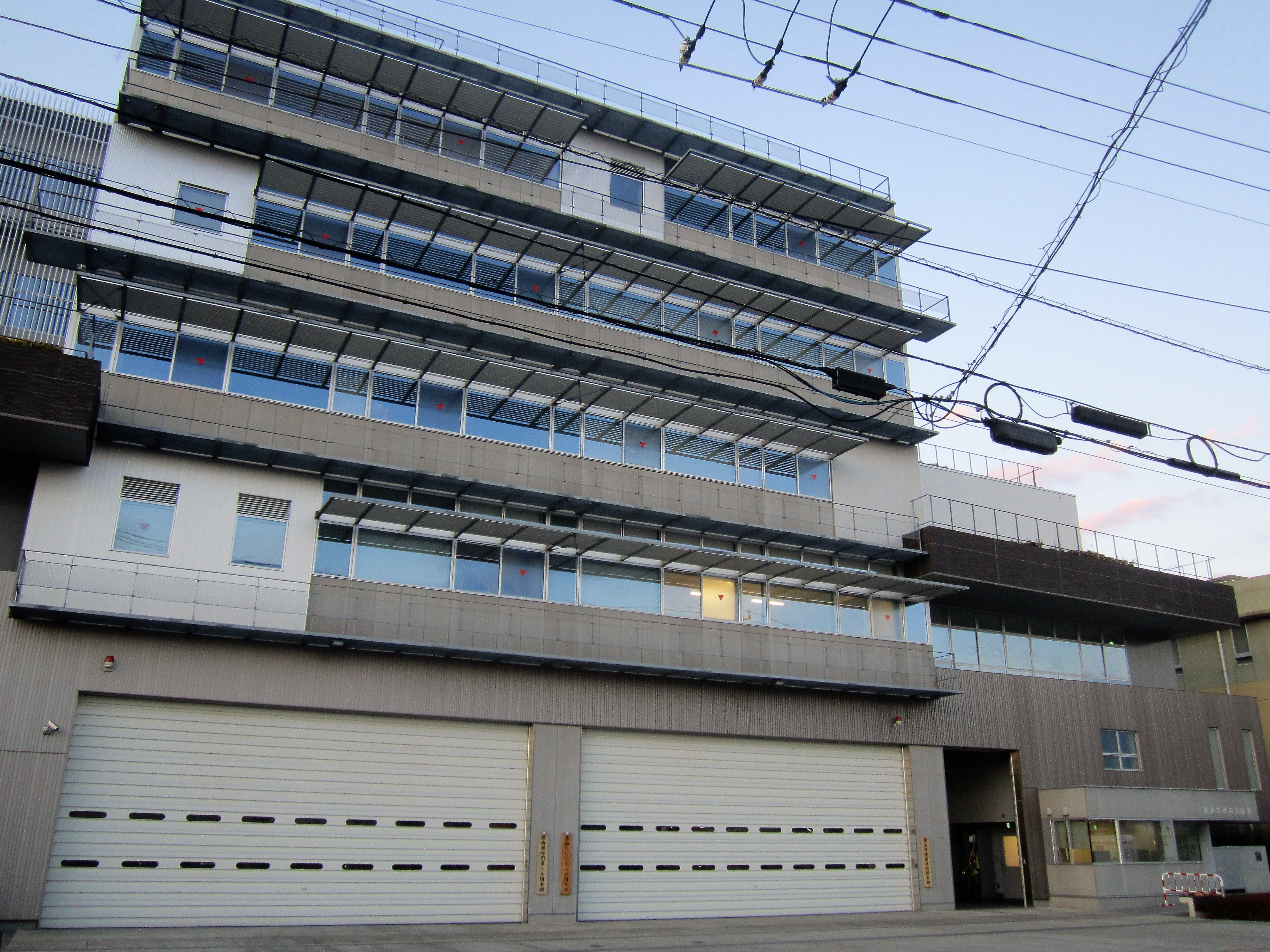
港南消防署（2020年2月）
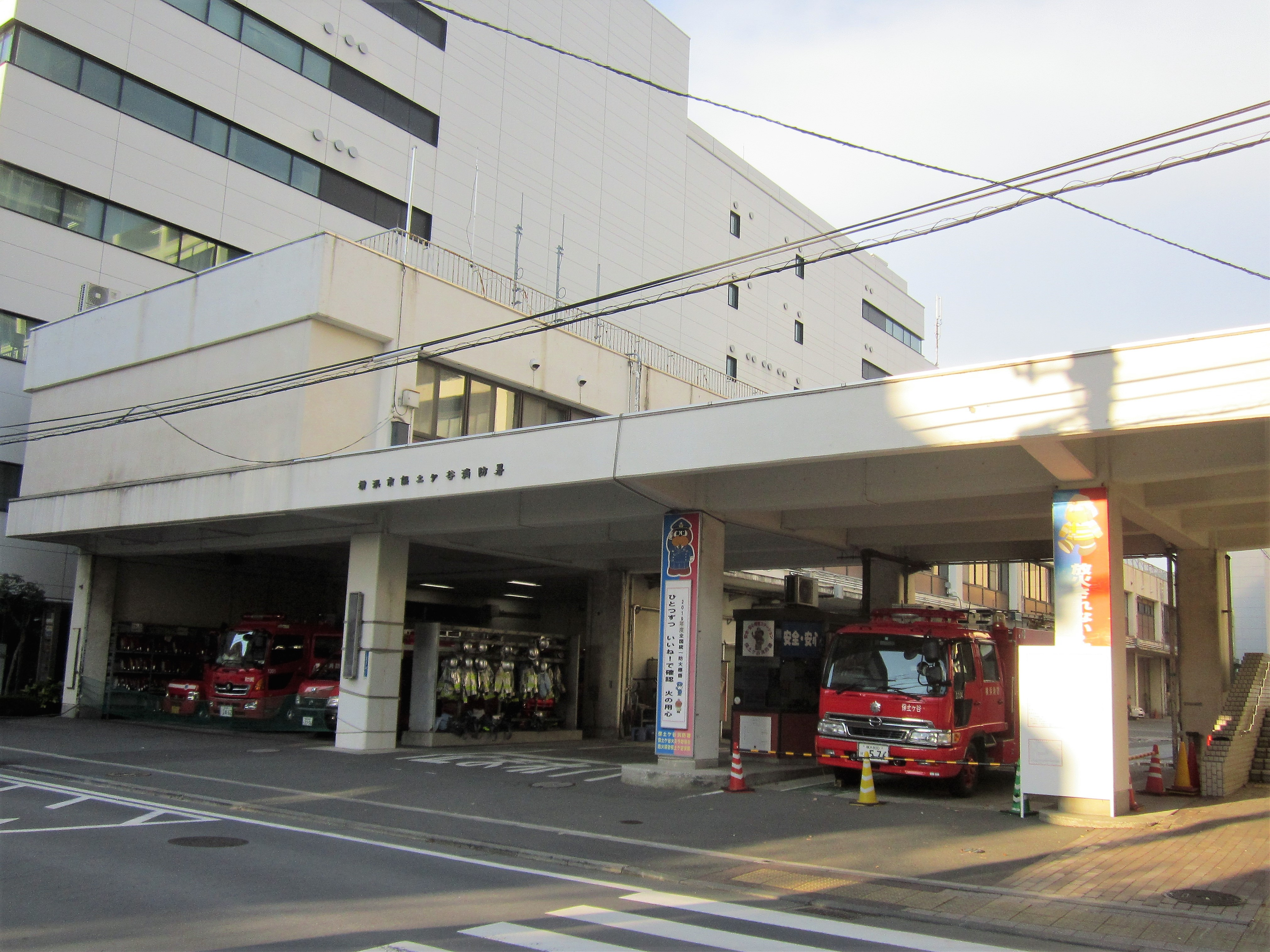
保土谷消防署（2019年12月）
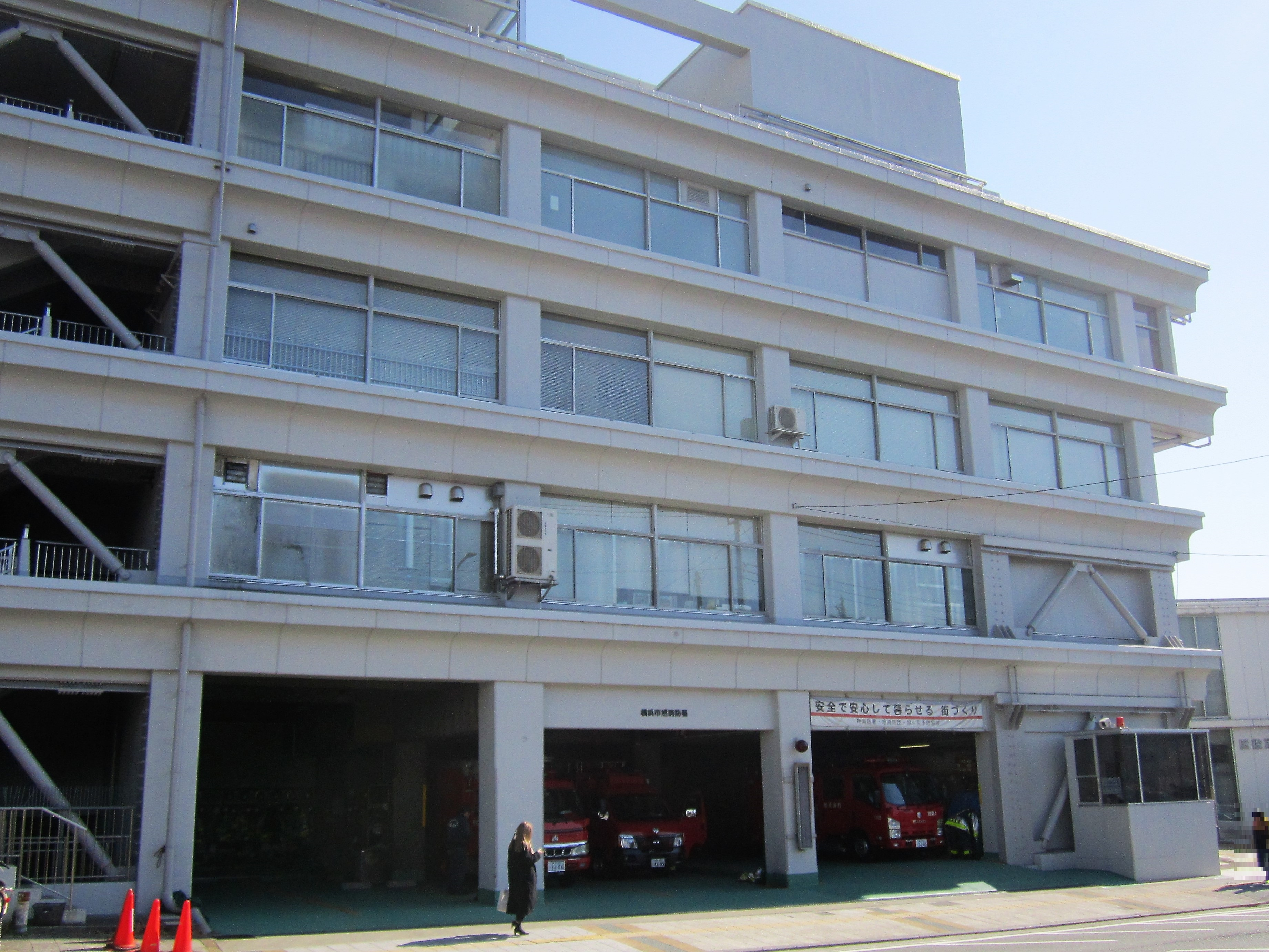
旭消防署（2020年2月）
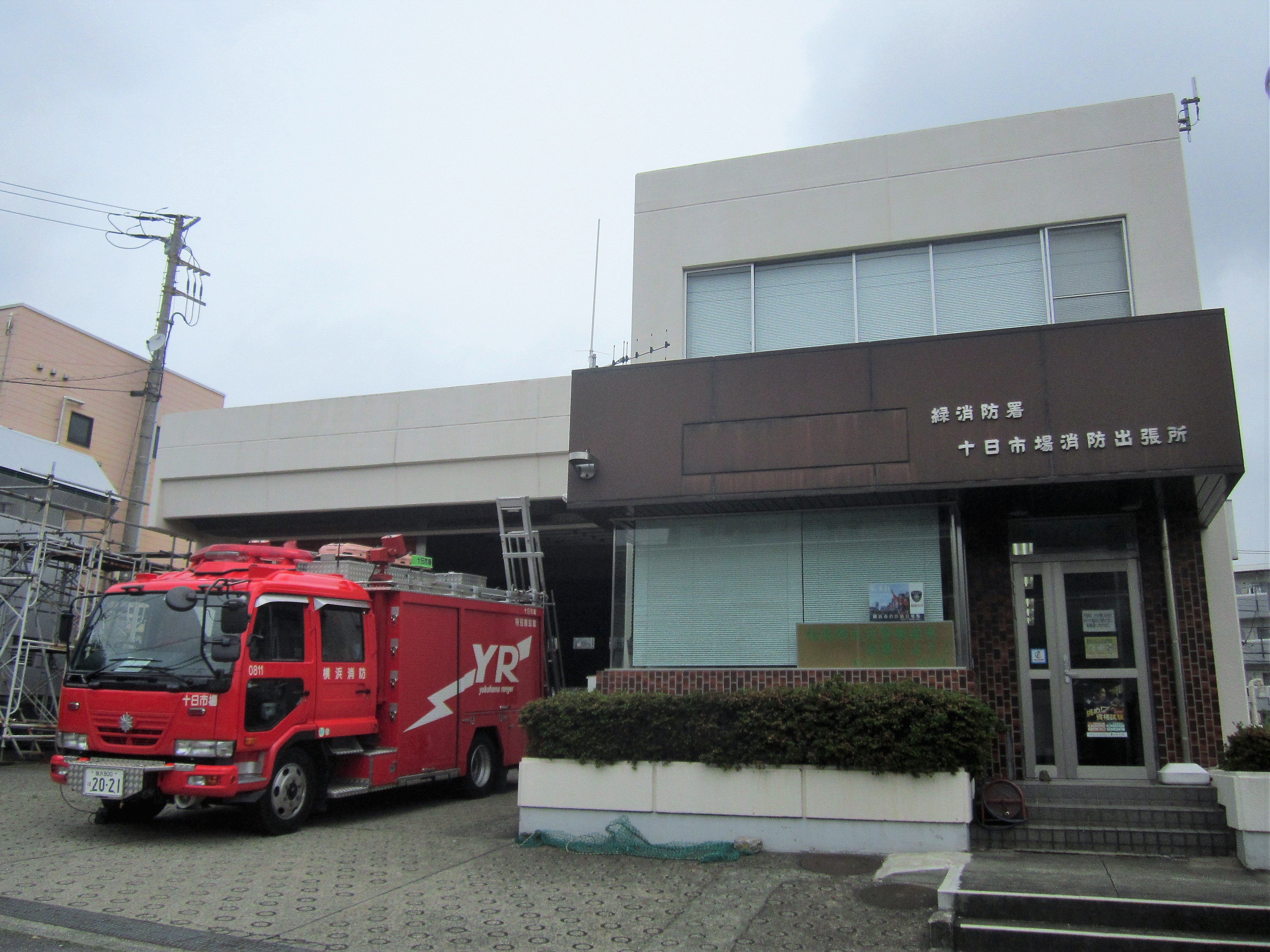
绿消防署十日市场消防出张所（2020年6月）
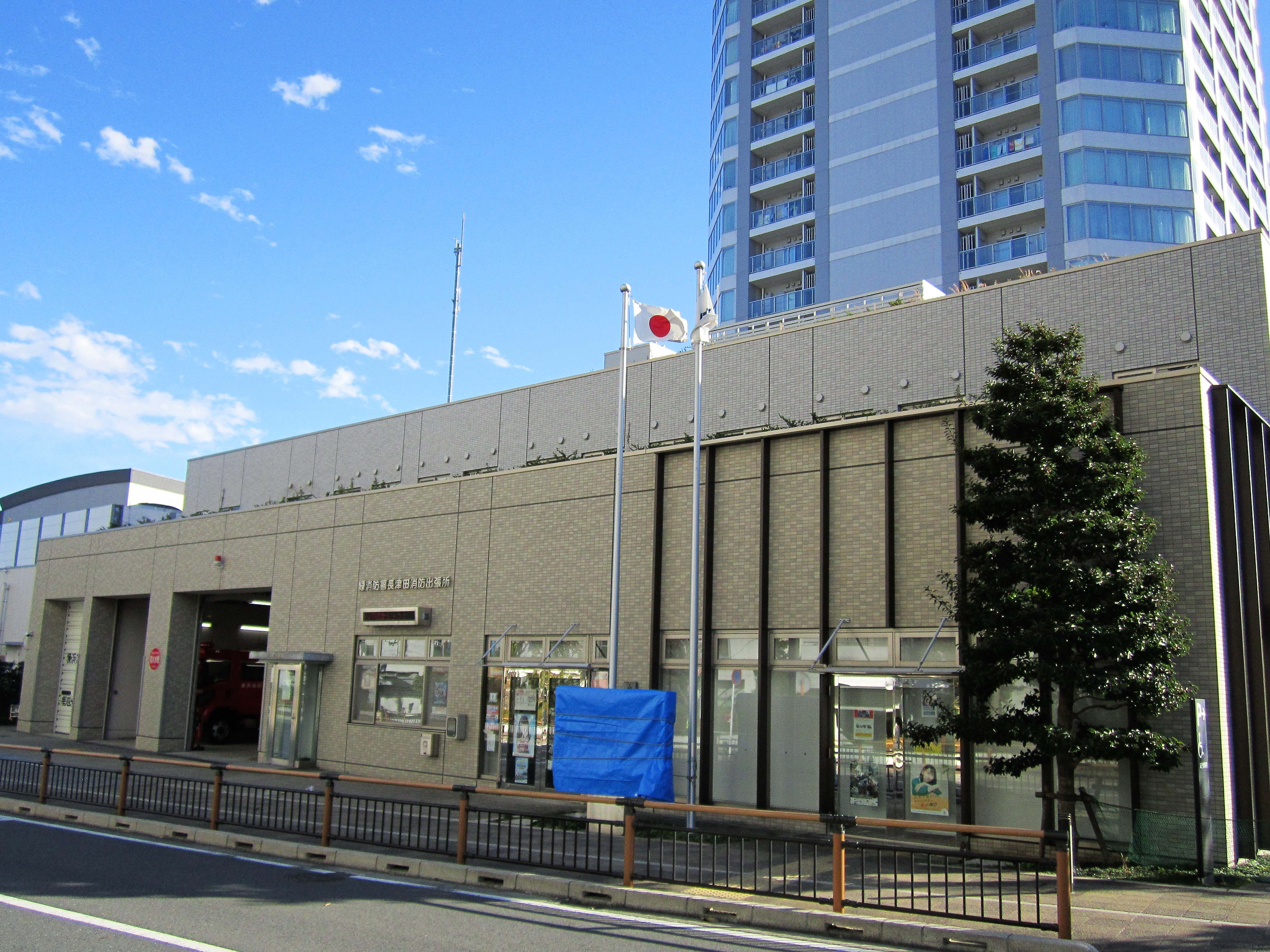
绿消防署长津田消防出张所（2018年12月）
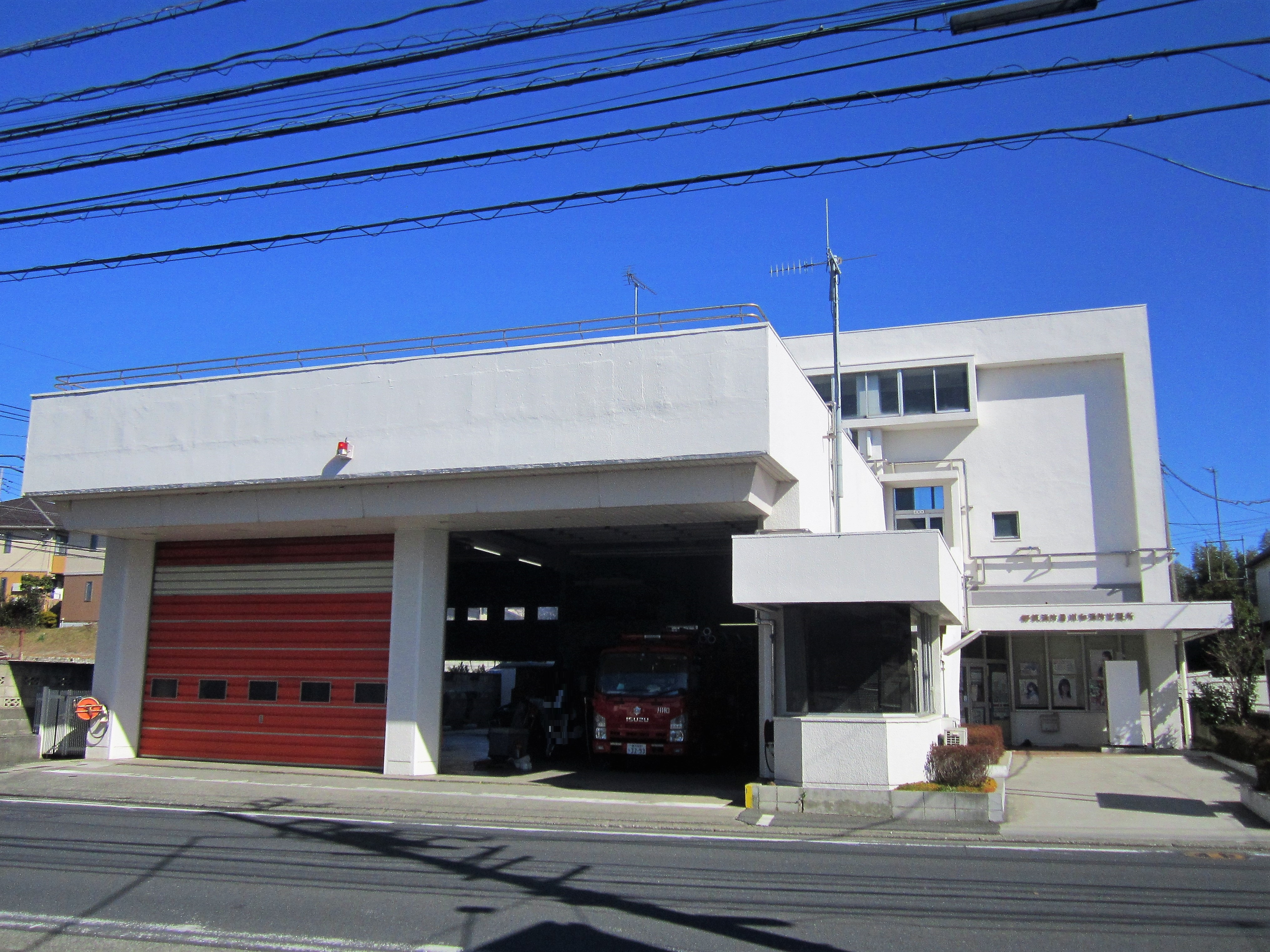
都筑消防署川和消防出张所（2020年2月）
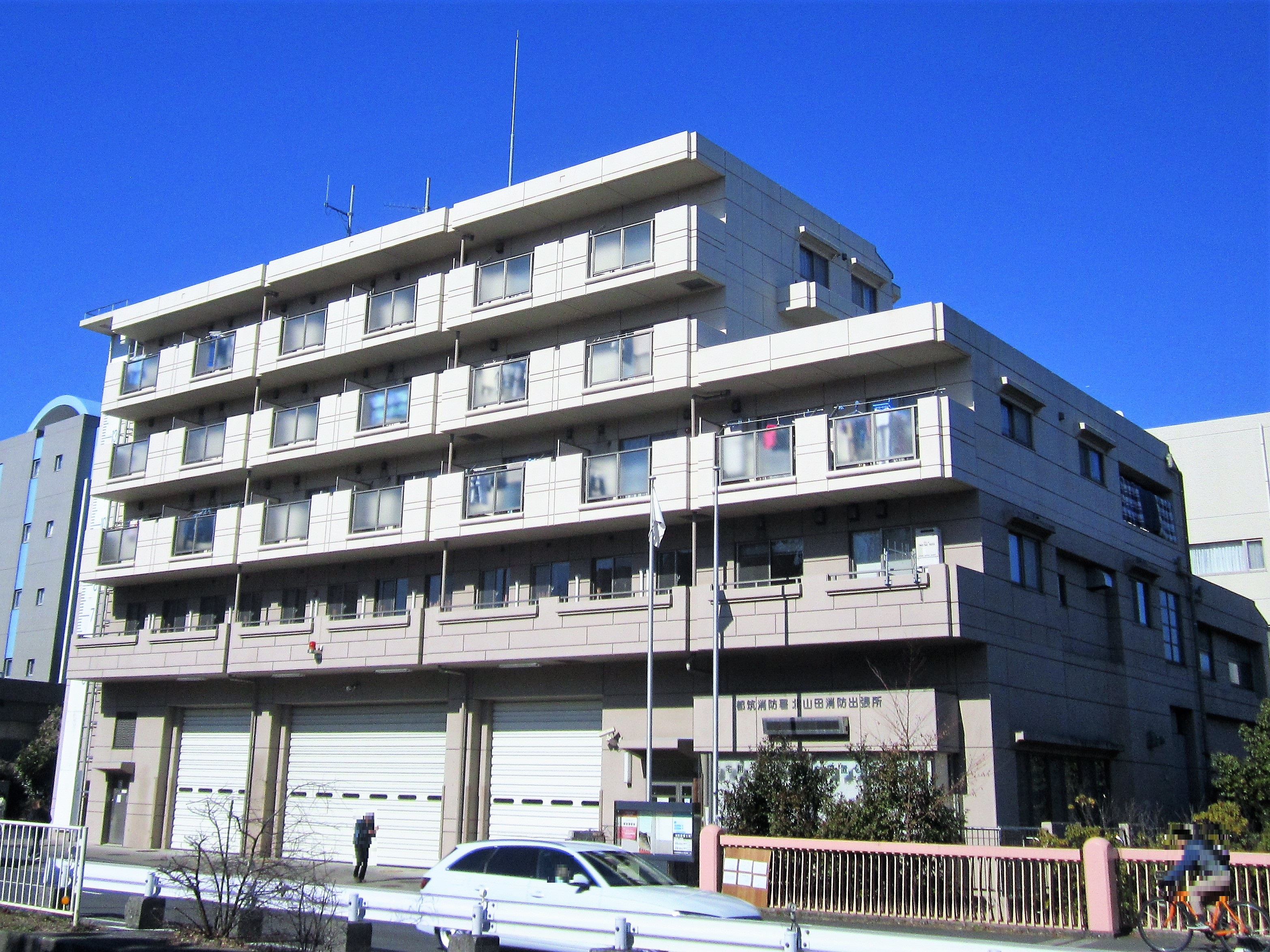
都筑消防署北山田消防出张所（2020年2月）
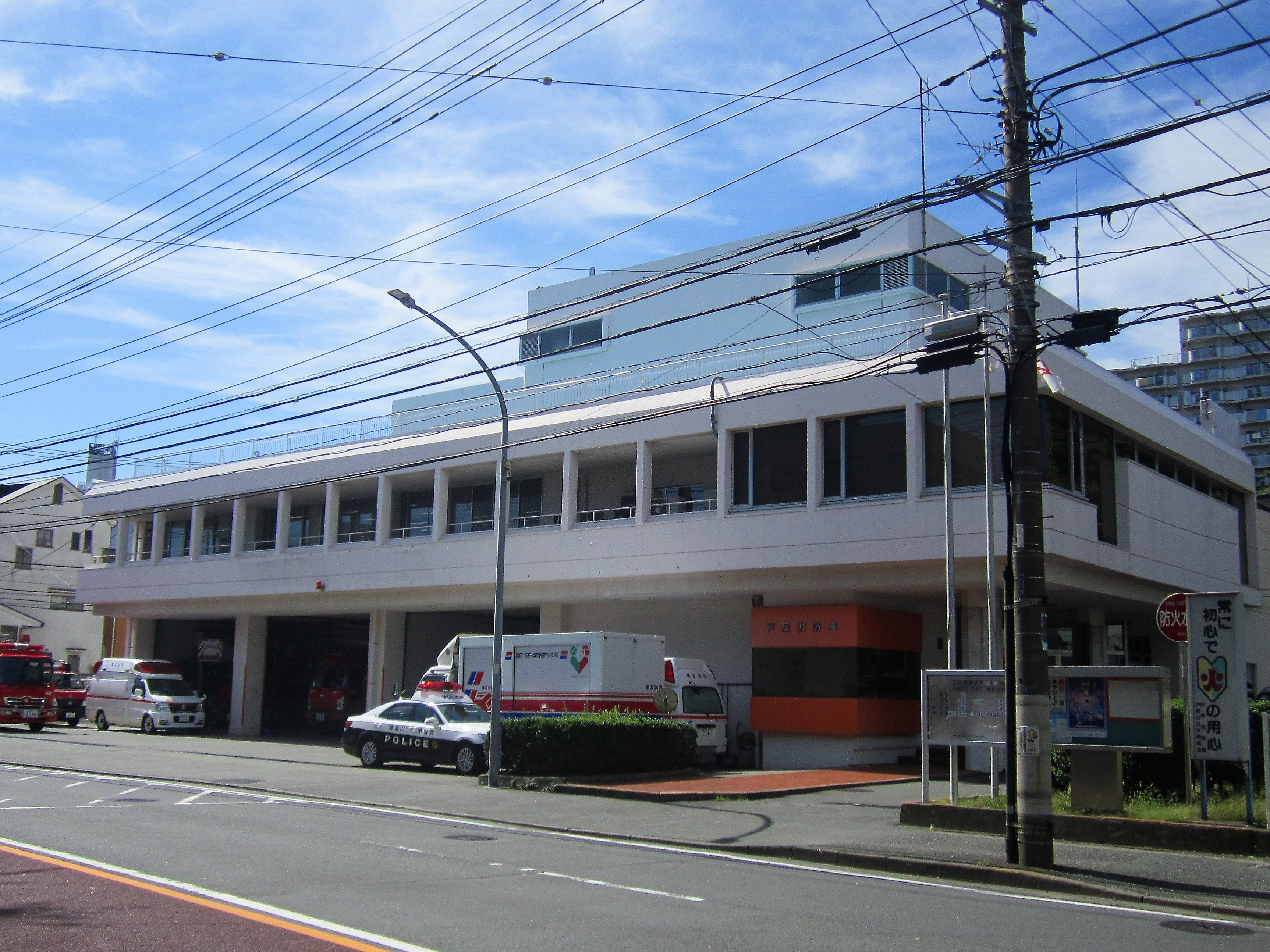
户塚消防署（2019年10月）
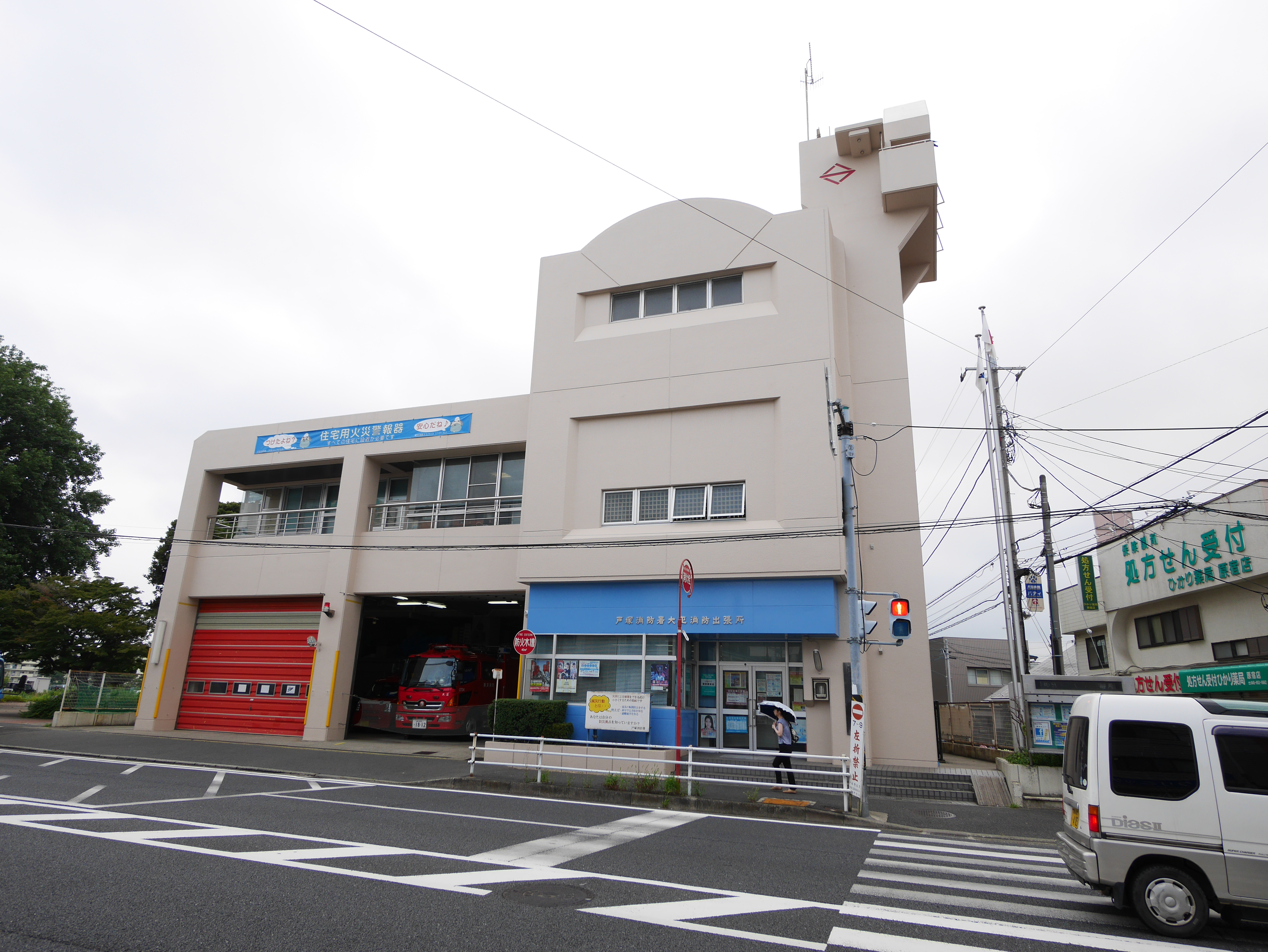
户塚消防署大正消防出张所（2016年7月）

## 装备
截至2023年3月，横滨市消防局共有535台各型消防车辆、3艘消防艇和2架消防直升机。

### 消防车辆
截至2023年，横滨市消防局共有535辆各种消防车辆，包括普通消防车236辆、特种消防车40辆、救护车114辆以及其他车辆145辆，此外还有118辆摩托车。其中，236辆普通消防车中包括123辆水罐/泵浦消防车、24辆救助工作车、21辆云梯车、48辆微型消防车、20辆化学消防车。

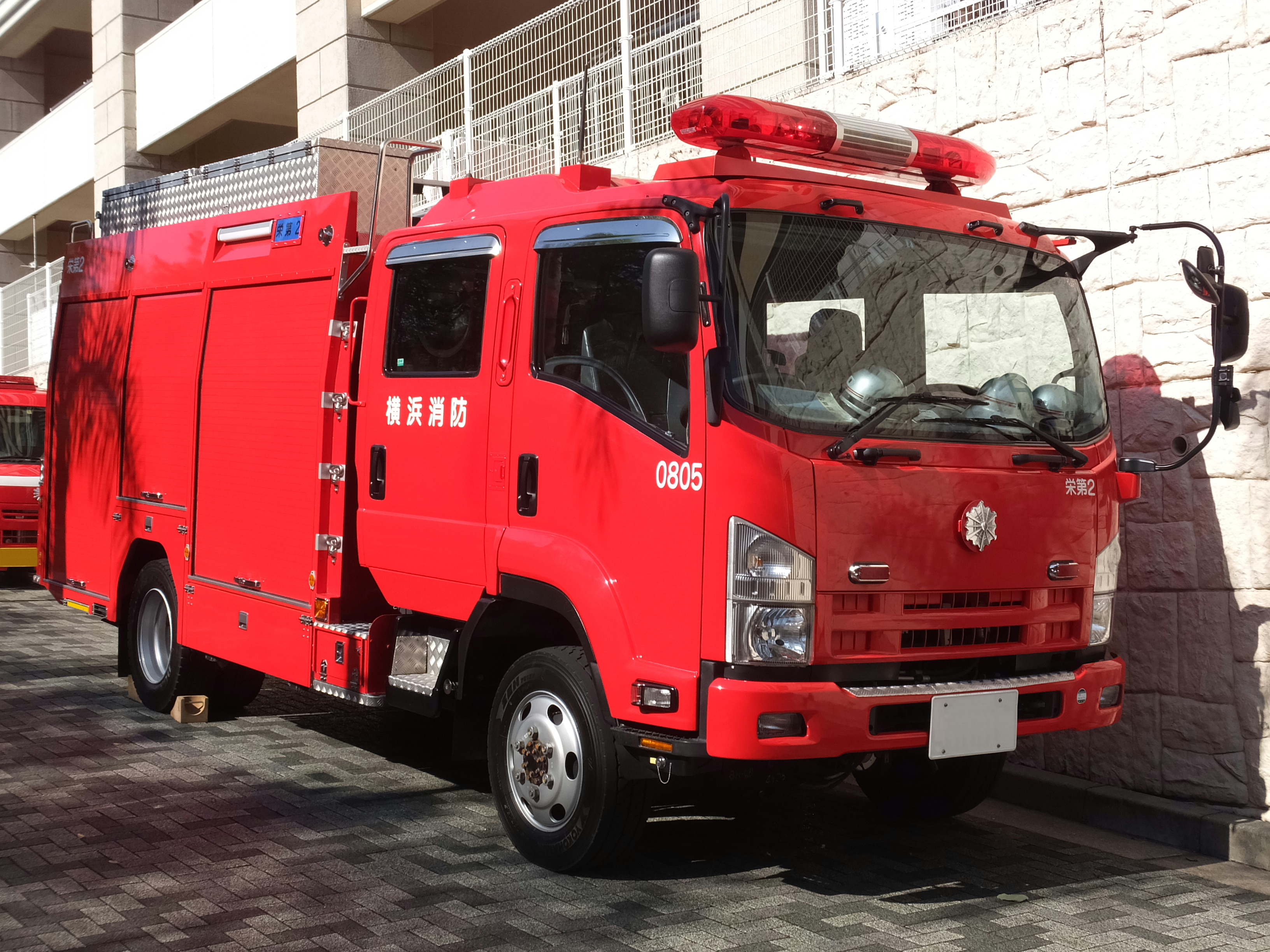
泵浦消防车
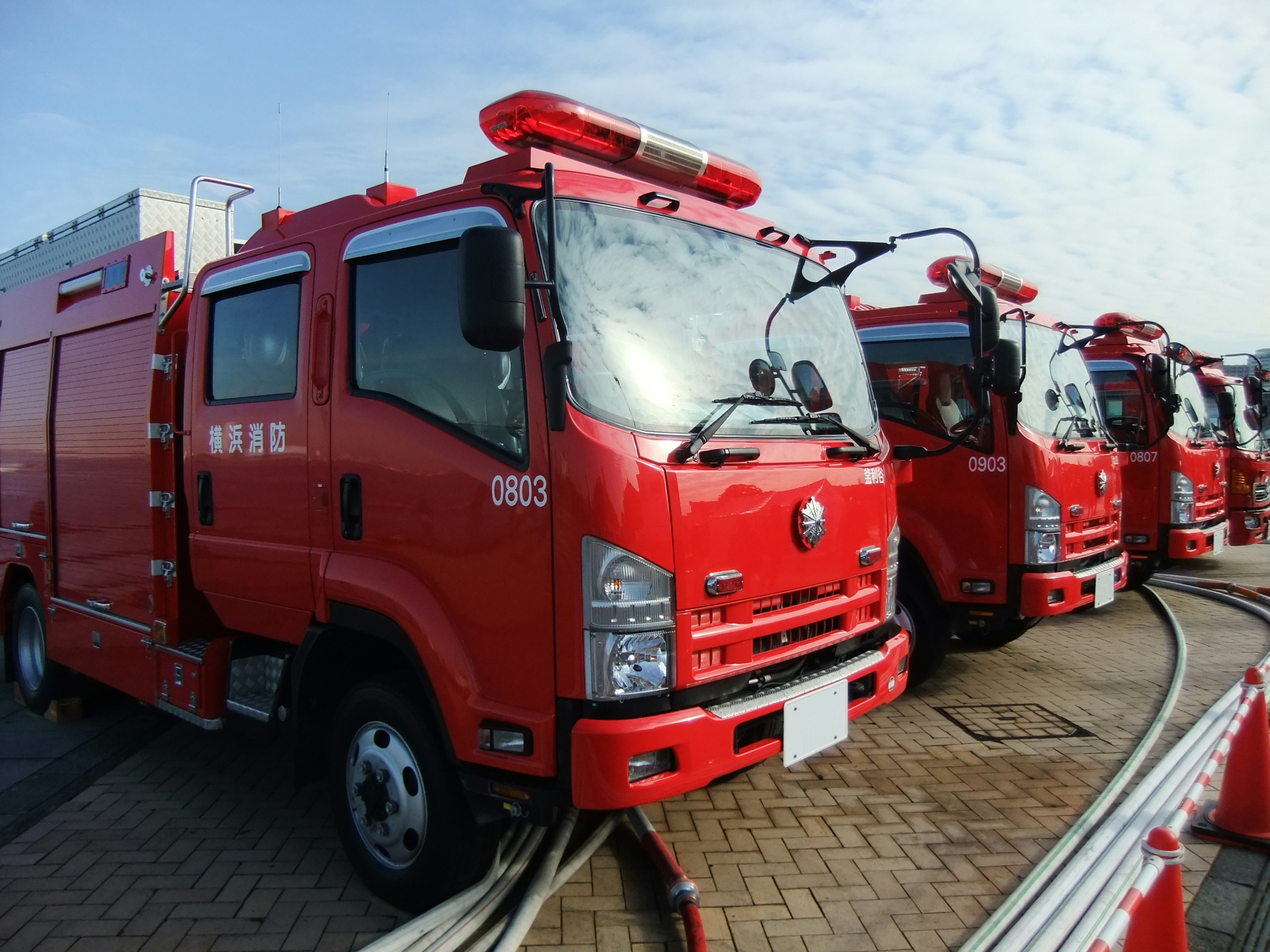
泵浦消防车
救助工作车
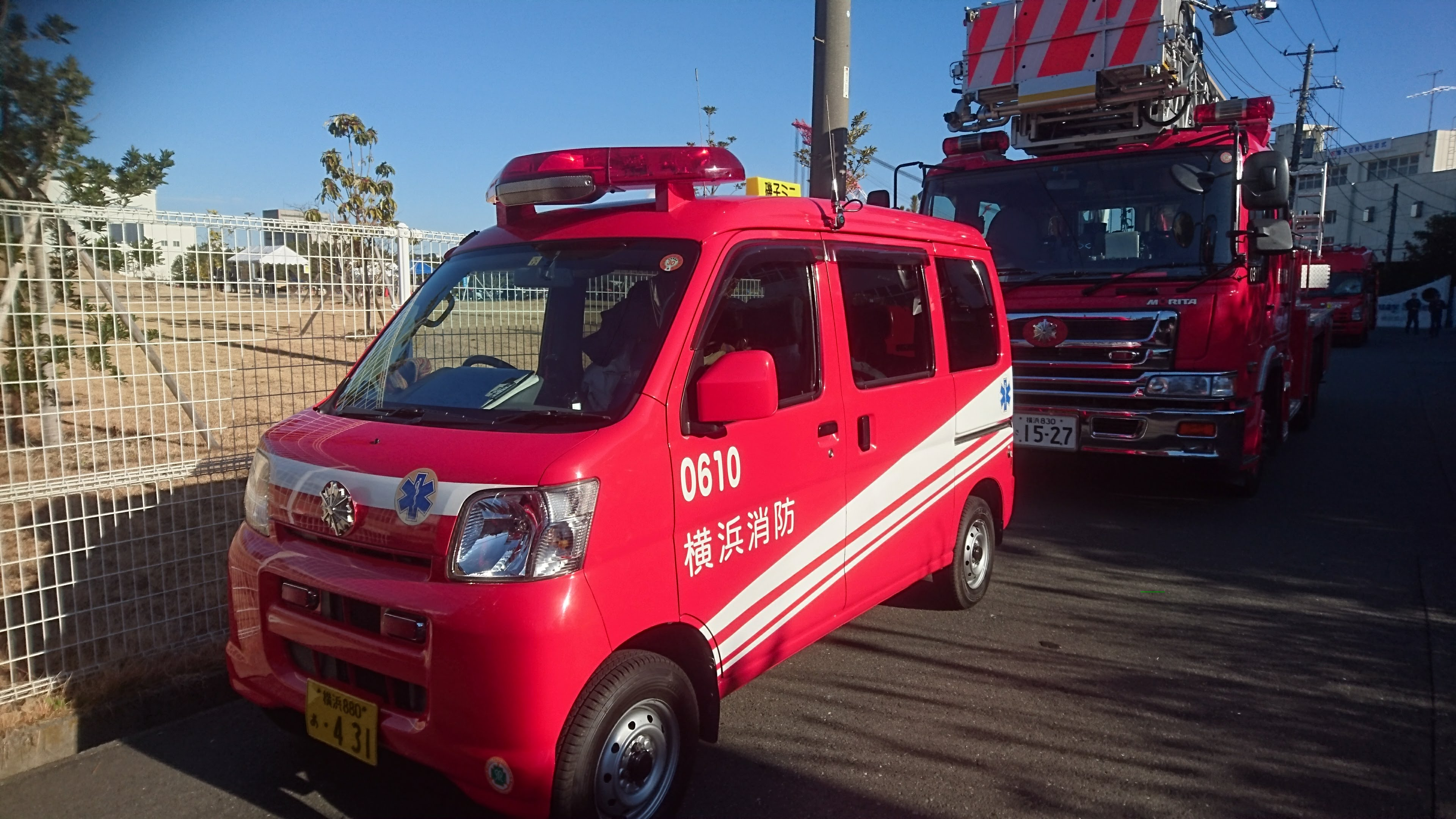
微型消防车
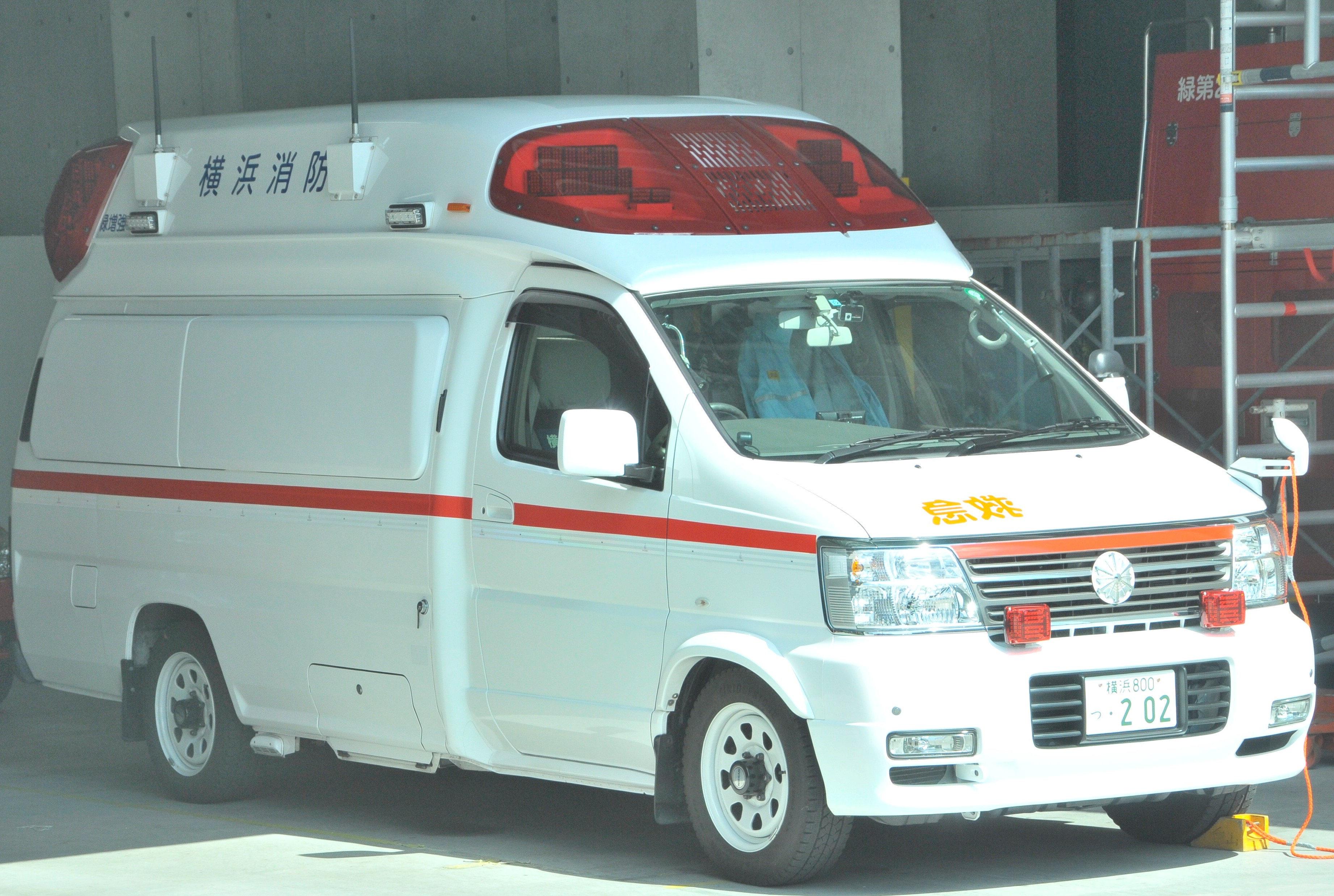
救护车
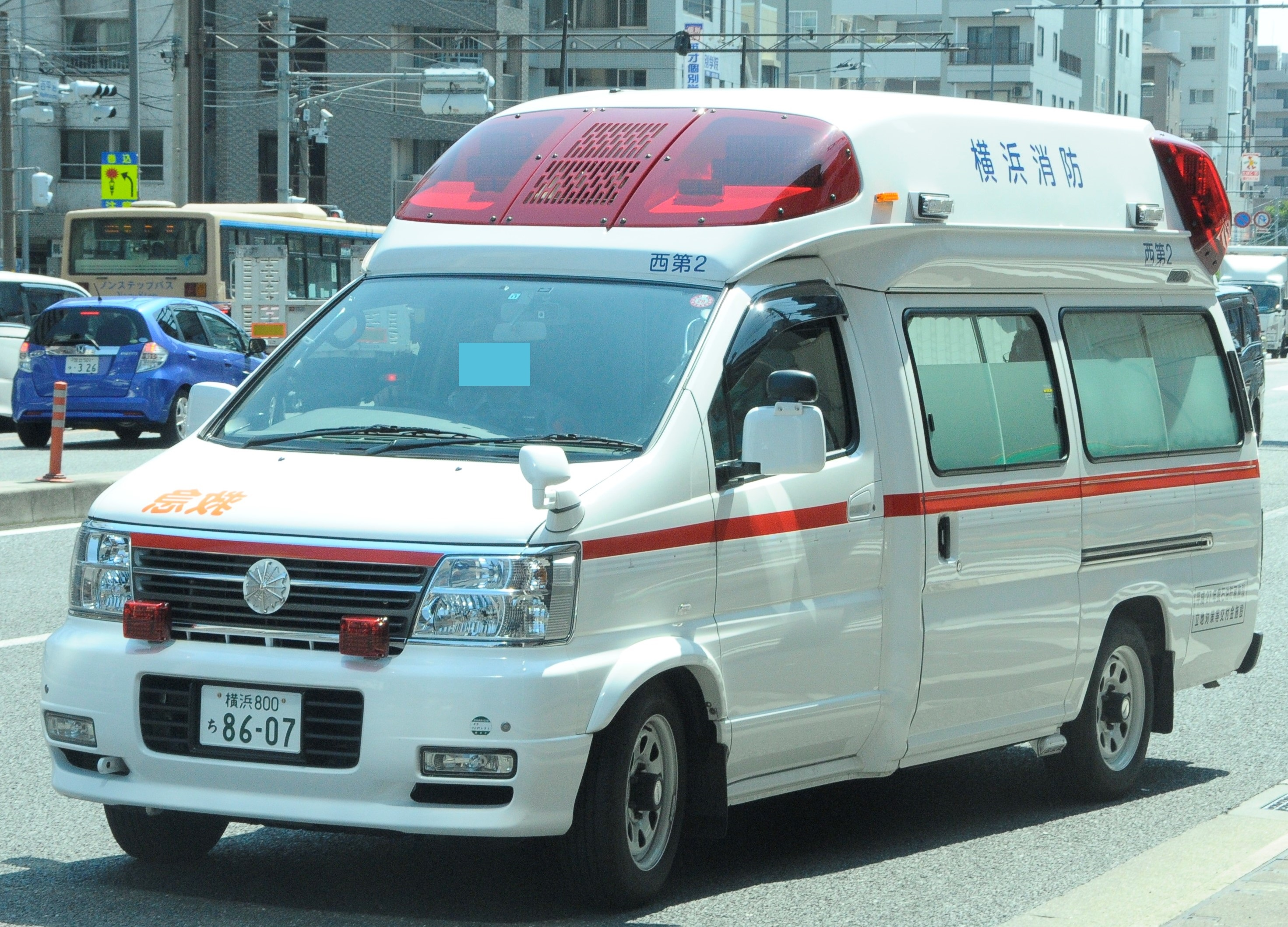
救护车
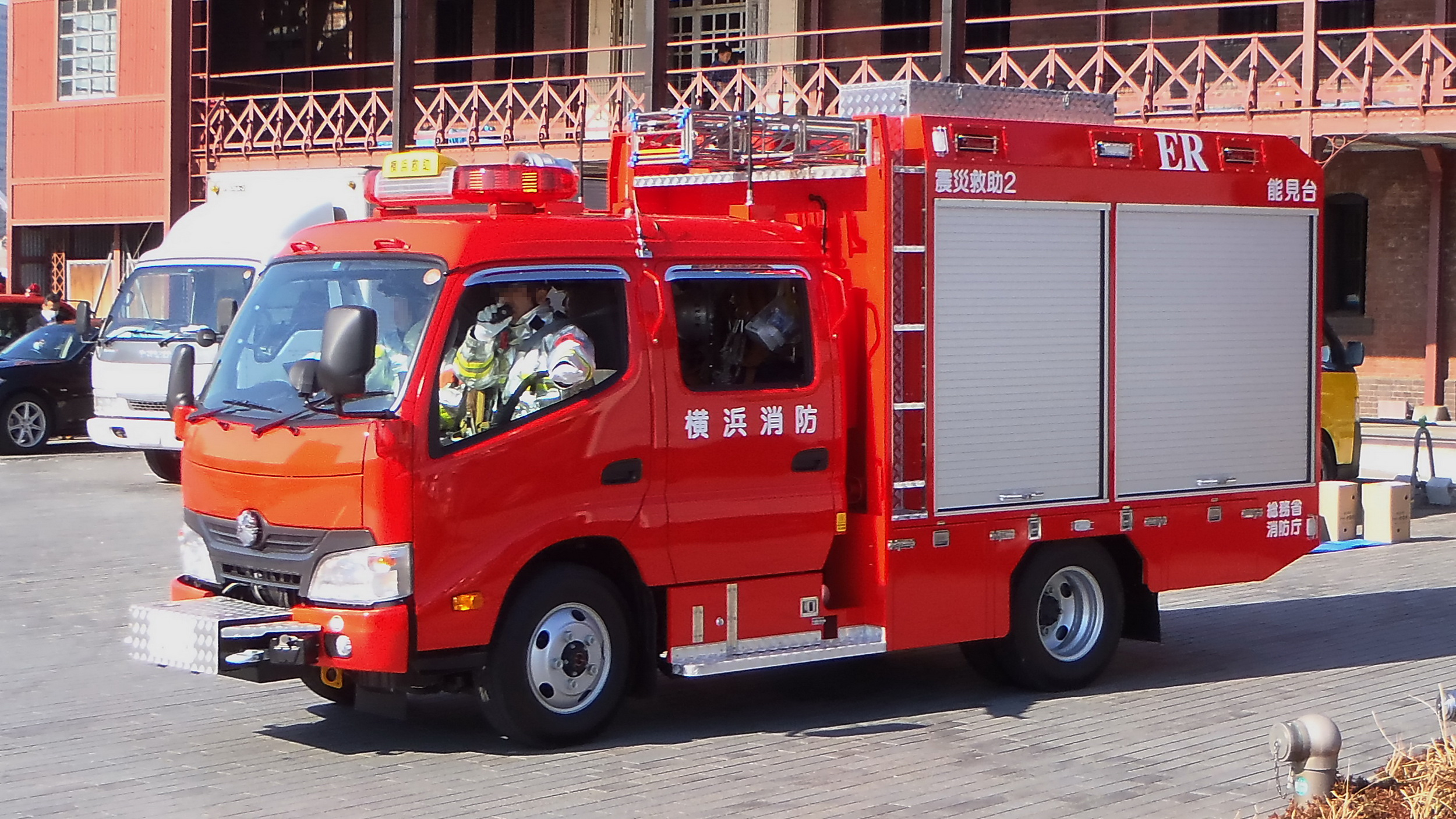
地震灾害救助车
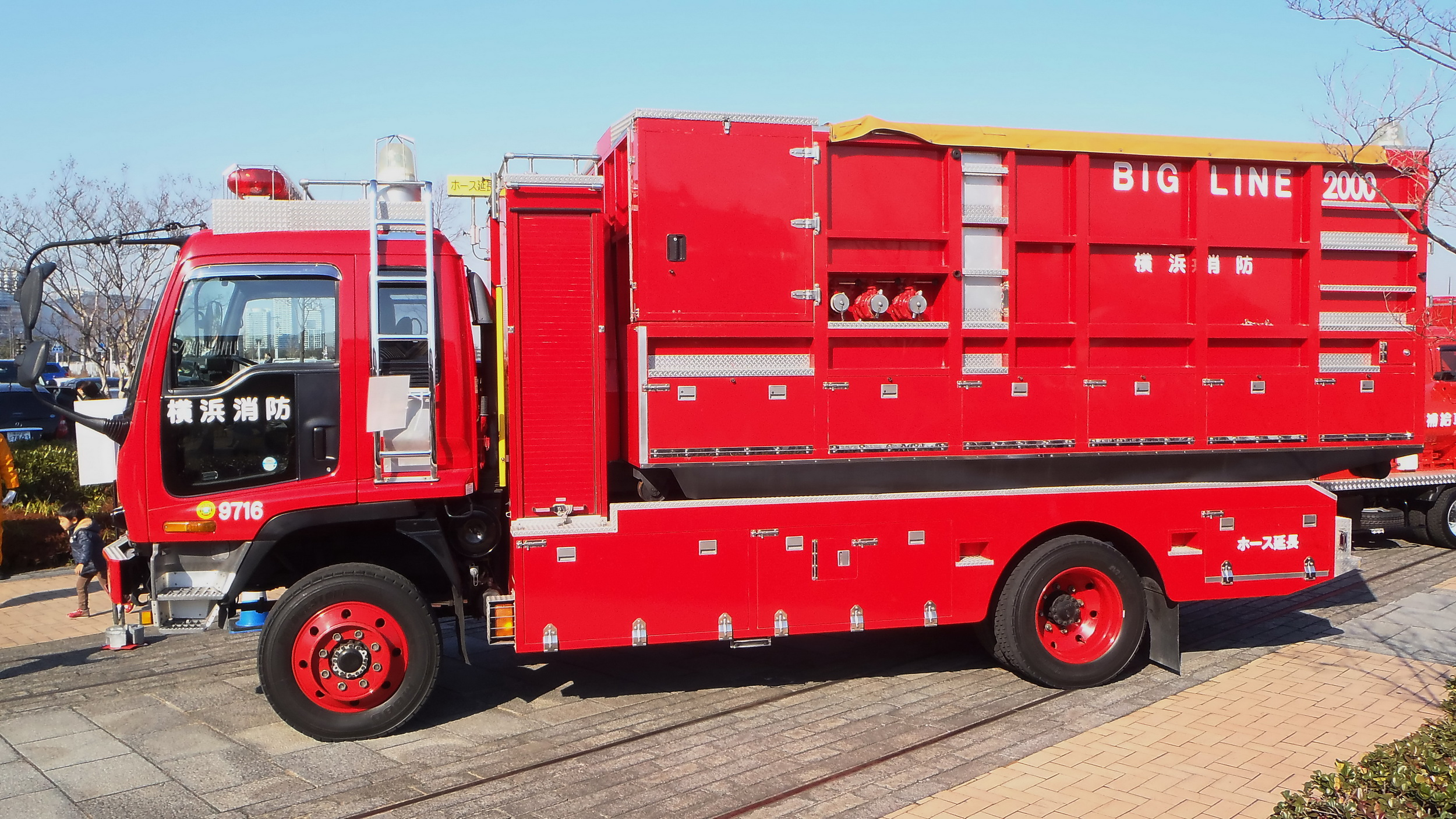
水带敷设消防车
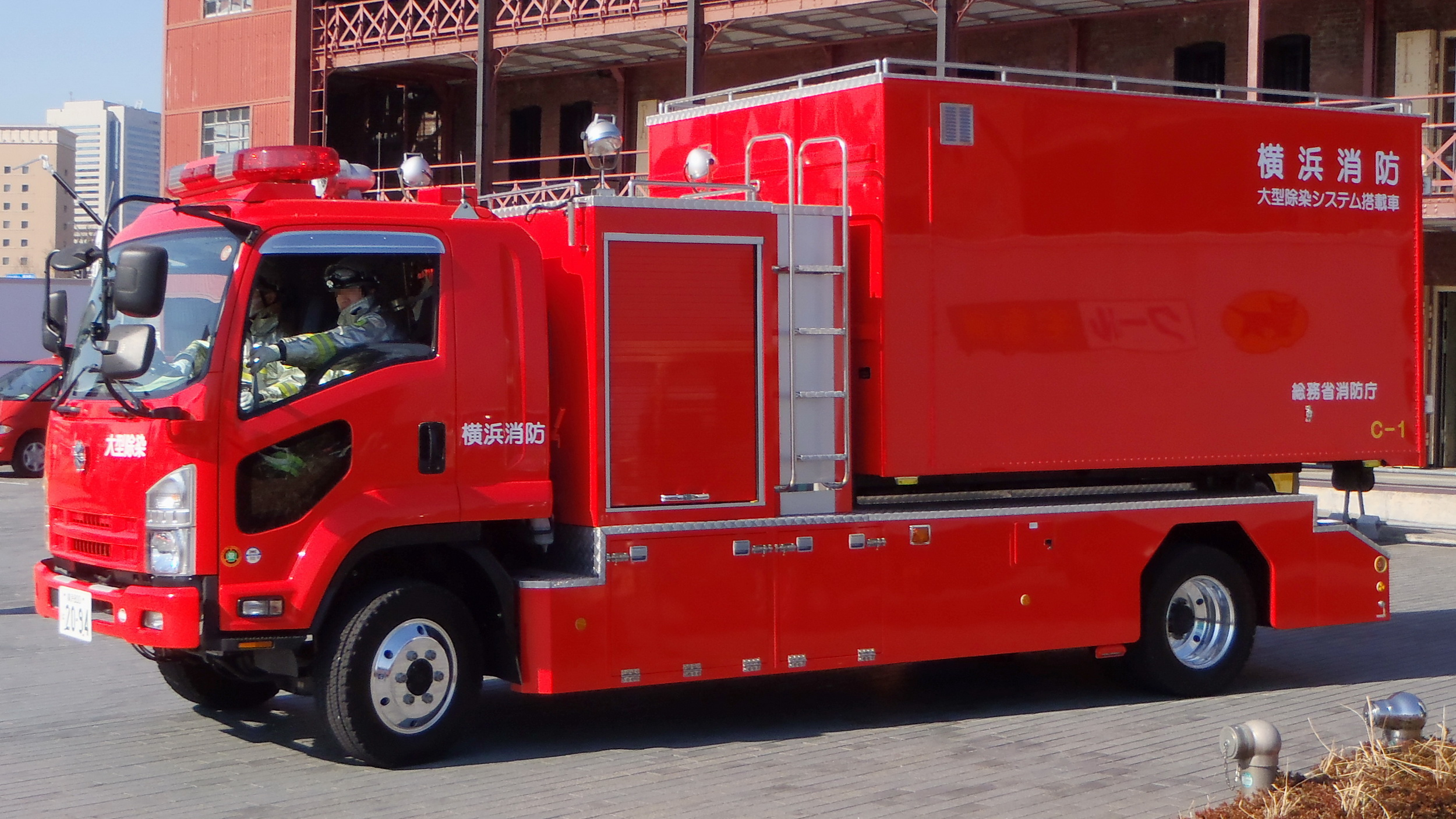
大型洗消系统搭载车
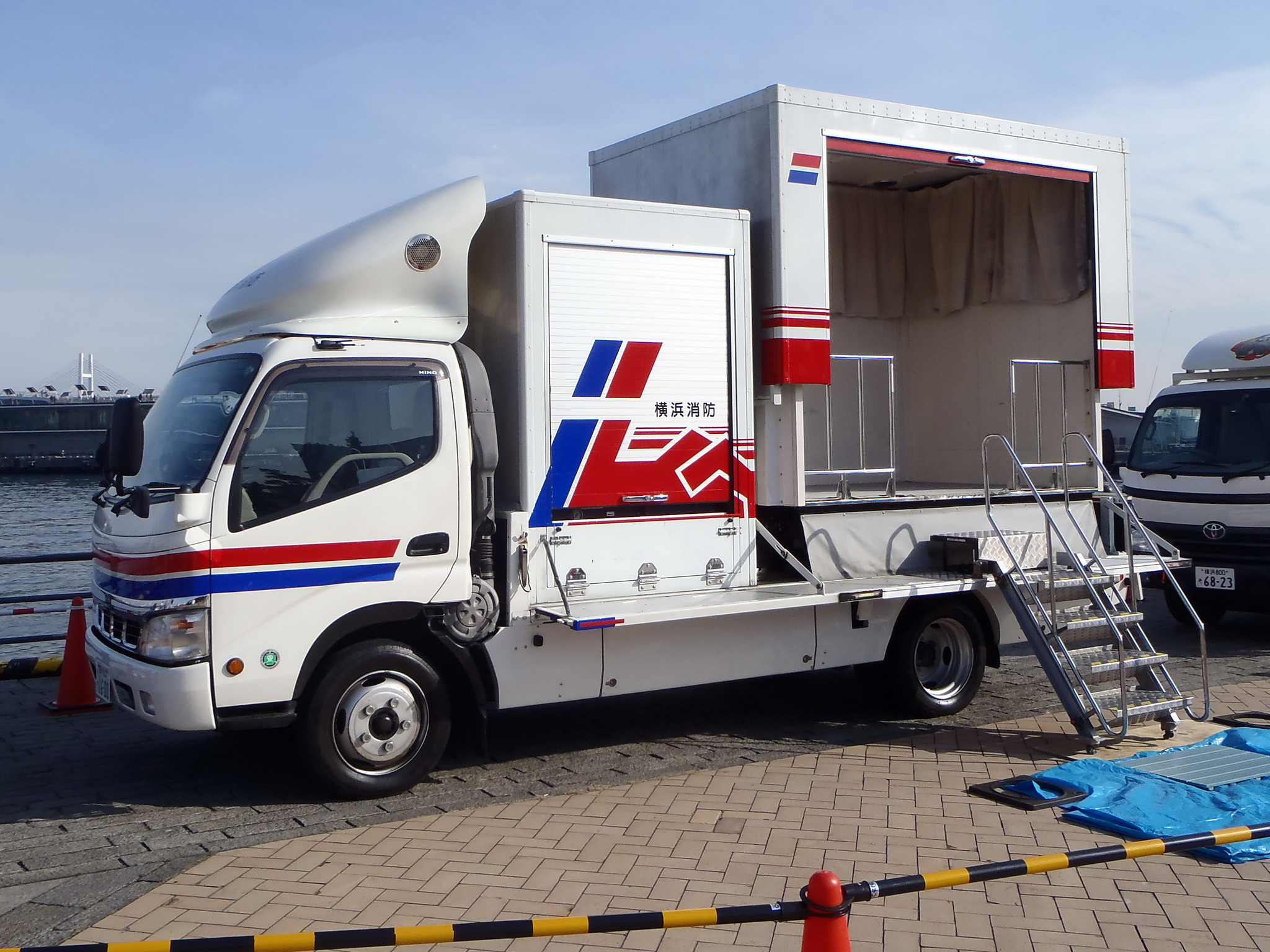
防震教育车

### 消防船艇
截至2023年，横滨市消防局共有3艘消防艇，分别为“横滨”号消防艇、“守”号消防艇和“梦滨”号救助艇。三艘消防艇均配属于鹤见消防署鹤见水上消防出张所。
现役的“横滨”号为第二代同名消防艇，2002年交付使用，排水量120吨。现役的“守”号为第三代同名消防艇，2021年交付使用，排水量49吨。

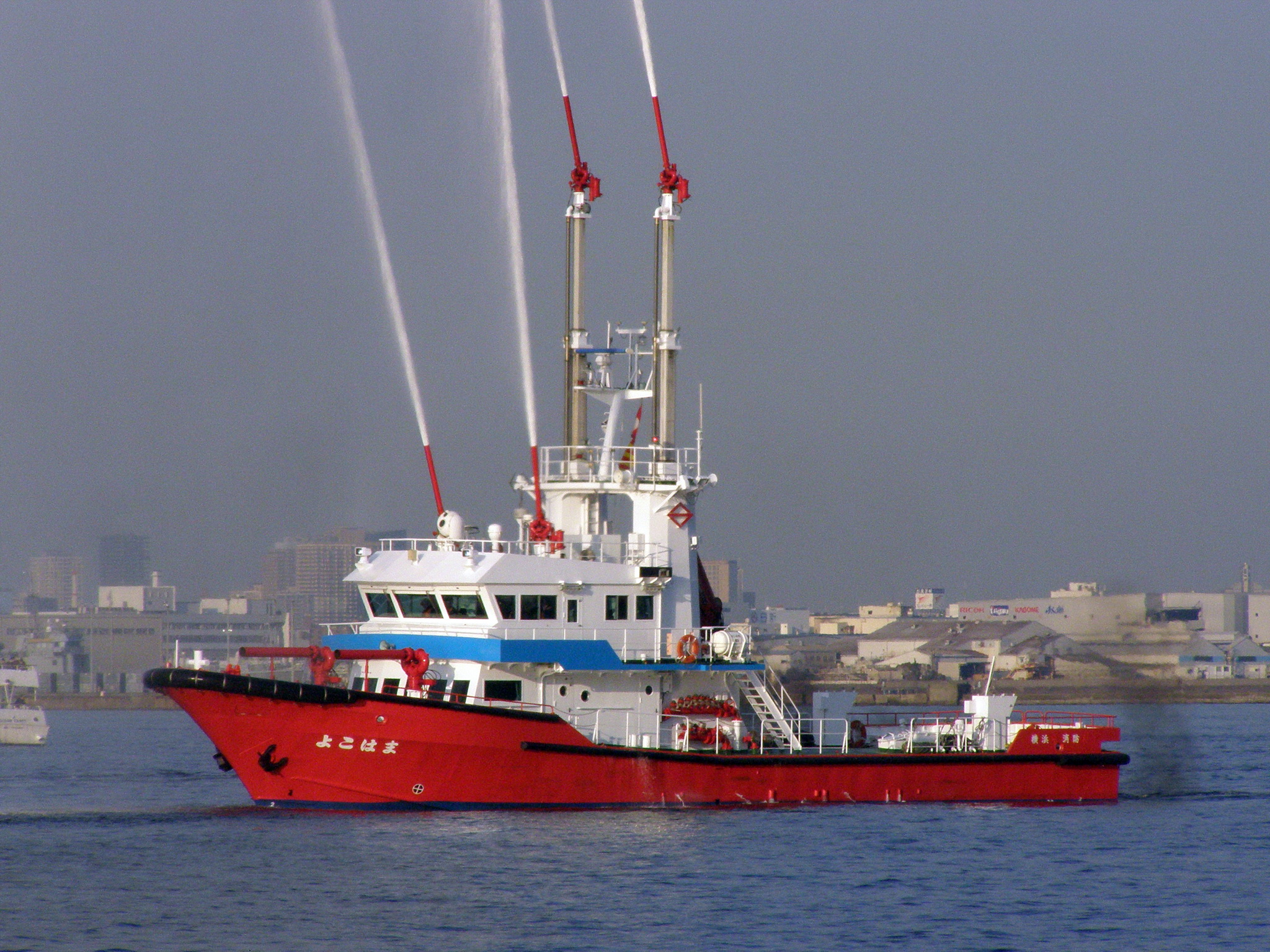
第二代“横滨”号消防艇
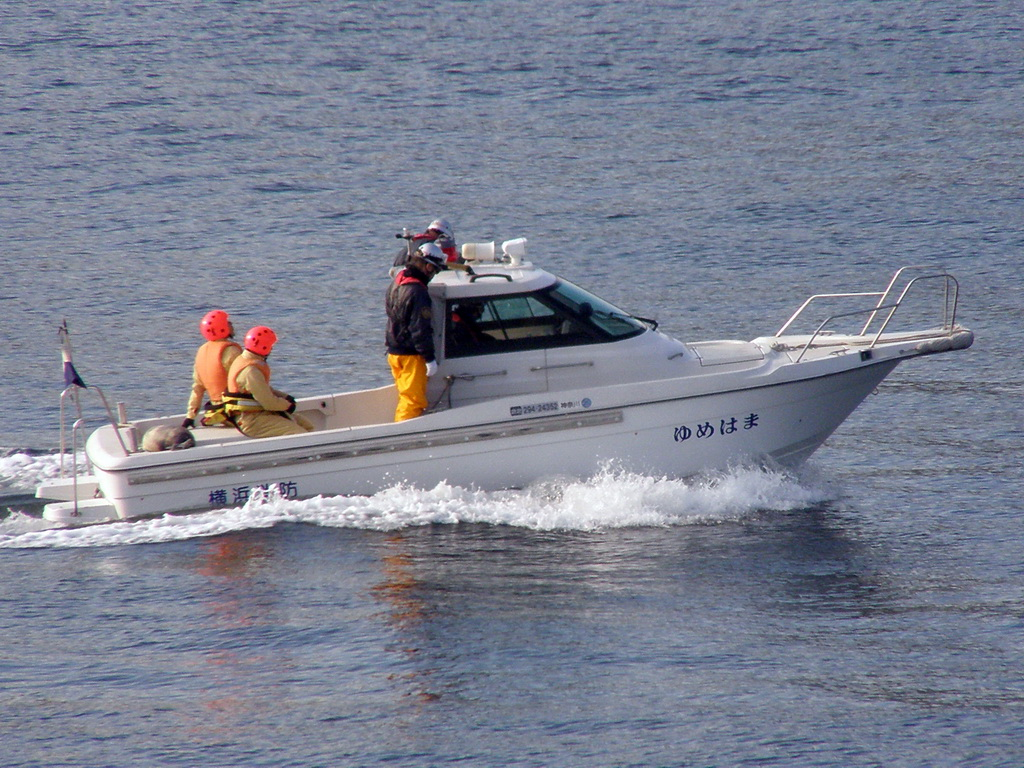
“梦滨”号救助艇

### 消防直升机

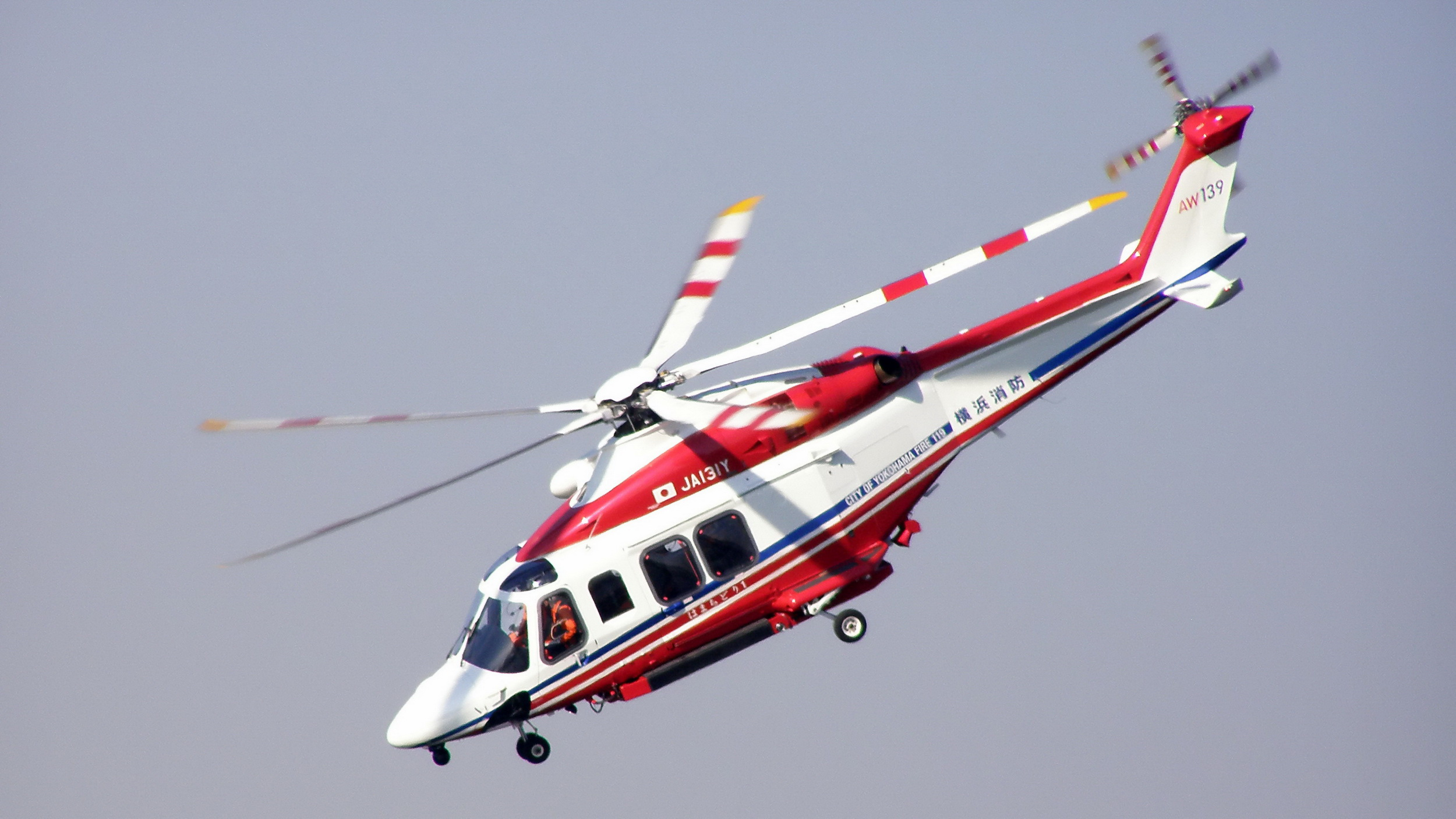
第三代滨鸻1（JA131Y）

截至2023年，横滨市消防局配属有两架消防直升机：滨鸻1（注册号：JA131Y）和滨鸻2（注册号：JA152Y）。这两架直升机是横滨市消防局配属的第三代直升机，均为阿古斯塔韦斯特兰AW139型直升机，分别于2013年7月和2015年6月投入使用。
横滨市消防局历代消防直升机均使用滨鸻1和滨鸻2的爱称。第一代直升机1号机为欧直SA365C型，注册号JA9544，于1980年4月投入使用，1995年3月退役；2号机为欧直AS365N型，注册号JA9585，于1983年4月投入使用，1998年3月退役。第二代两架直升机均为AS365N2型，注册号为JA6740和JA98YH，分别于1995年4月、1998年4月投入使用，分别于2013年6月、2015年5月退役。

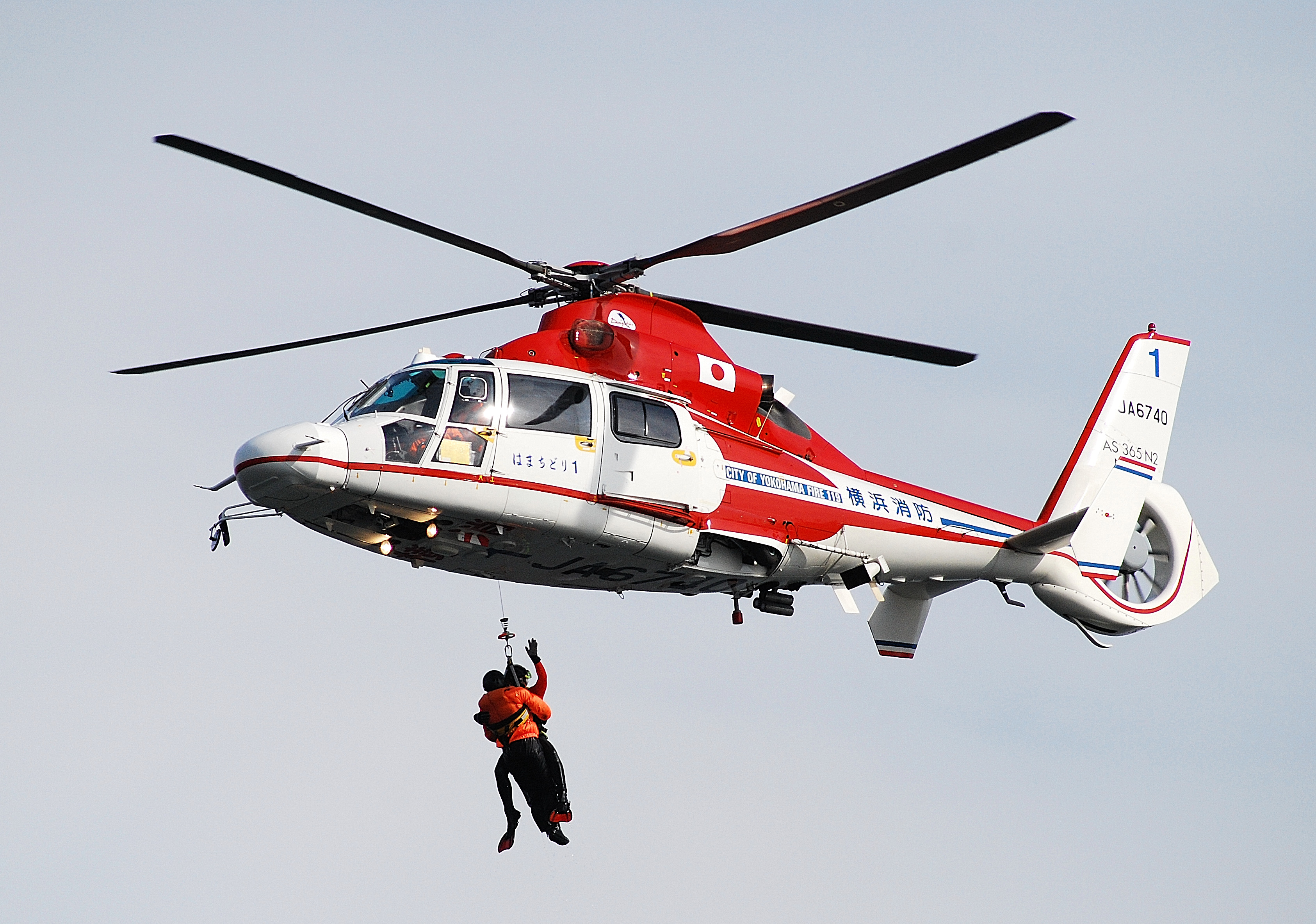
第二代滨鸻1（JA6740）
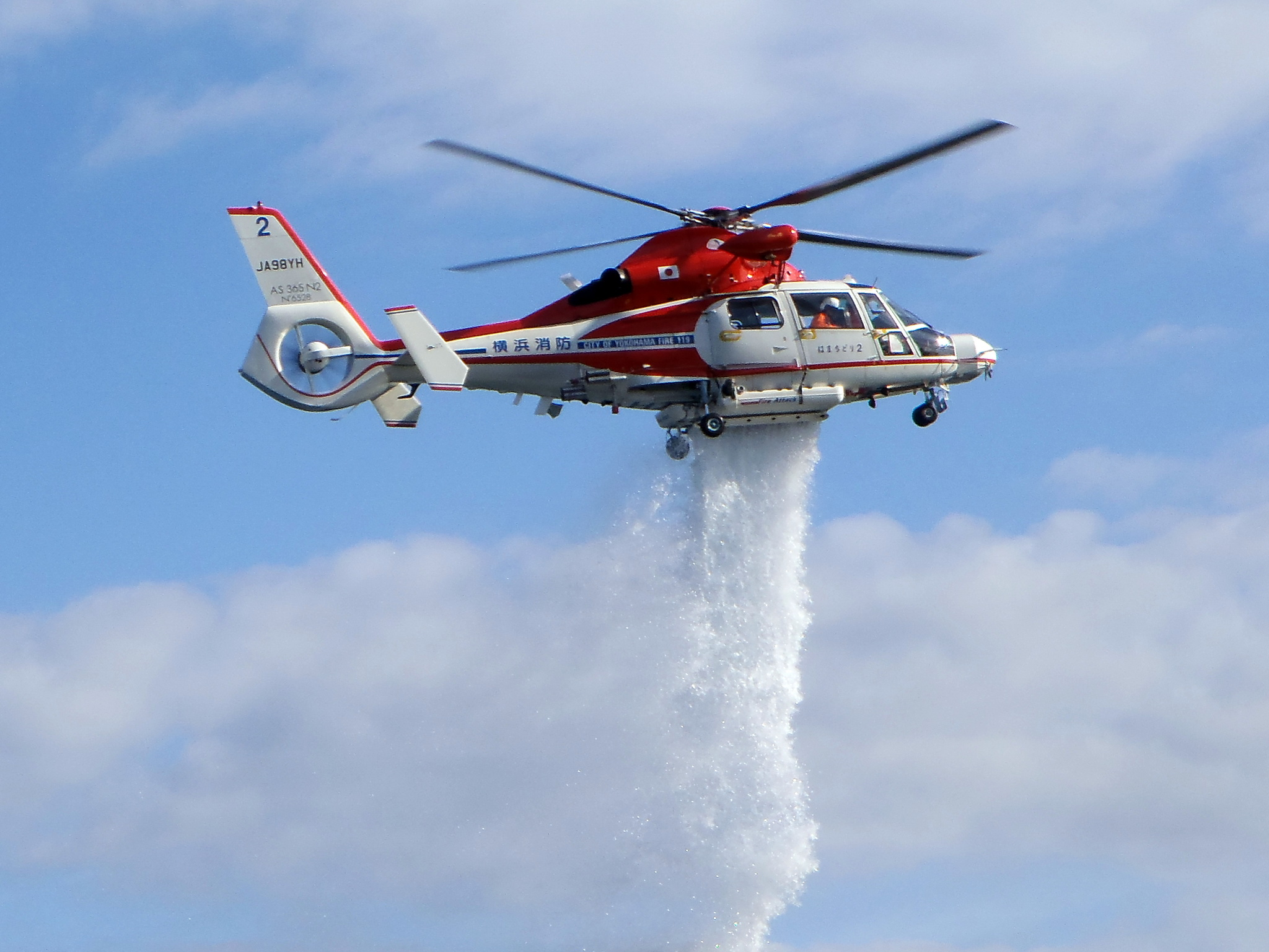
第二代滨鸻2（JA98YH）

## 救援力量

### 特别高度救助部队

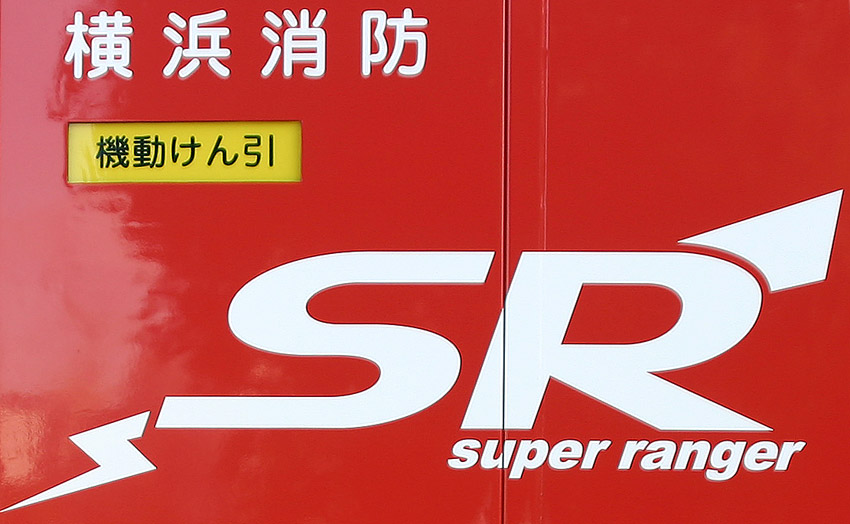
特別高度救助部队车辆上的SR标志

横滨市消防局特别高度救助部队（日语：横浜市消防局特別高度救助部隊）通称Super Ranger（日语：スーパーレンジャー，SR），是横滨市的特别高度救助队，主要承担大规模灾害和特种灾害的救援工作。特别高度救助部队目前配有11台各型消防车辆，有队员约60人。
特别高度救助部队的驻地为横滨市消防局本部和横滨市民防灾中心。但受到消防局本部厅舍的改建的影响，驻扎于消防局本部的队伍于2019年移驻至中消防书本牧和田出张所，预计于2025年改建工程结束后迁回原驻地。
特别高度救助部队始于1964年，横滨市消防局根据鹤见事故的经验教训，在中消防署伊势佐木消防出张所成立了消防特别救助队（日语：消防特別救助隊）。2009年，横滨市消防局整合救助力量成立了现在的特别高度救助部队，之后又将应对和生化灾害的机动特殊灾害应对队并入。

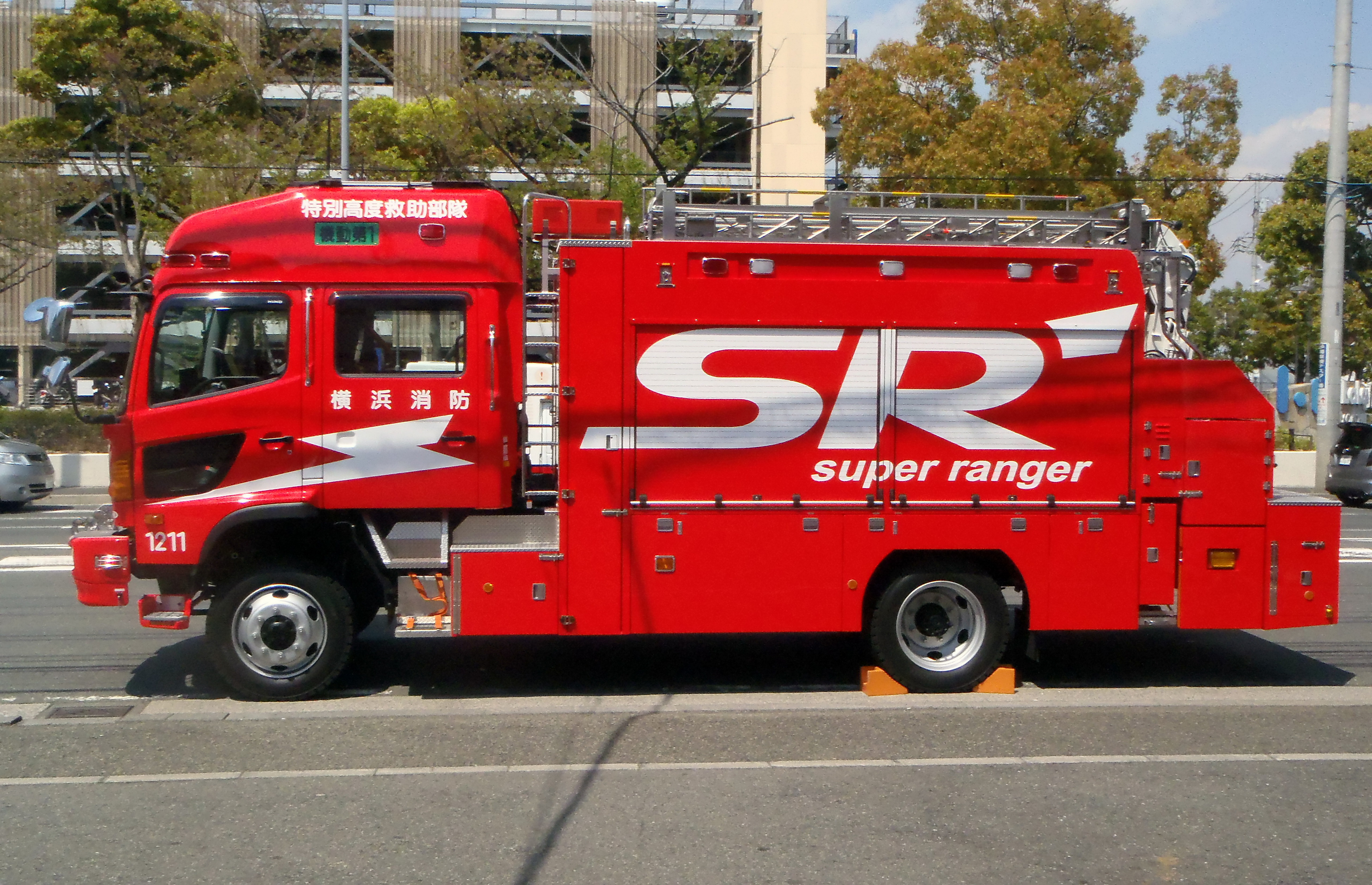
机动救助工作车
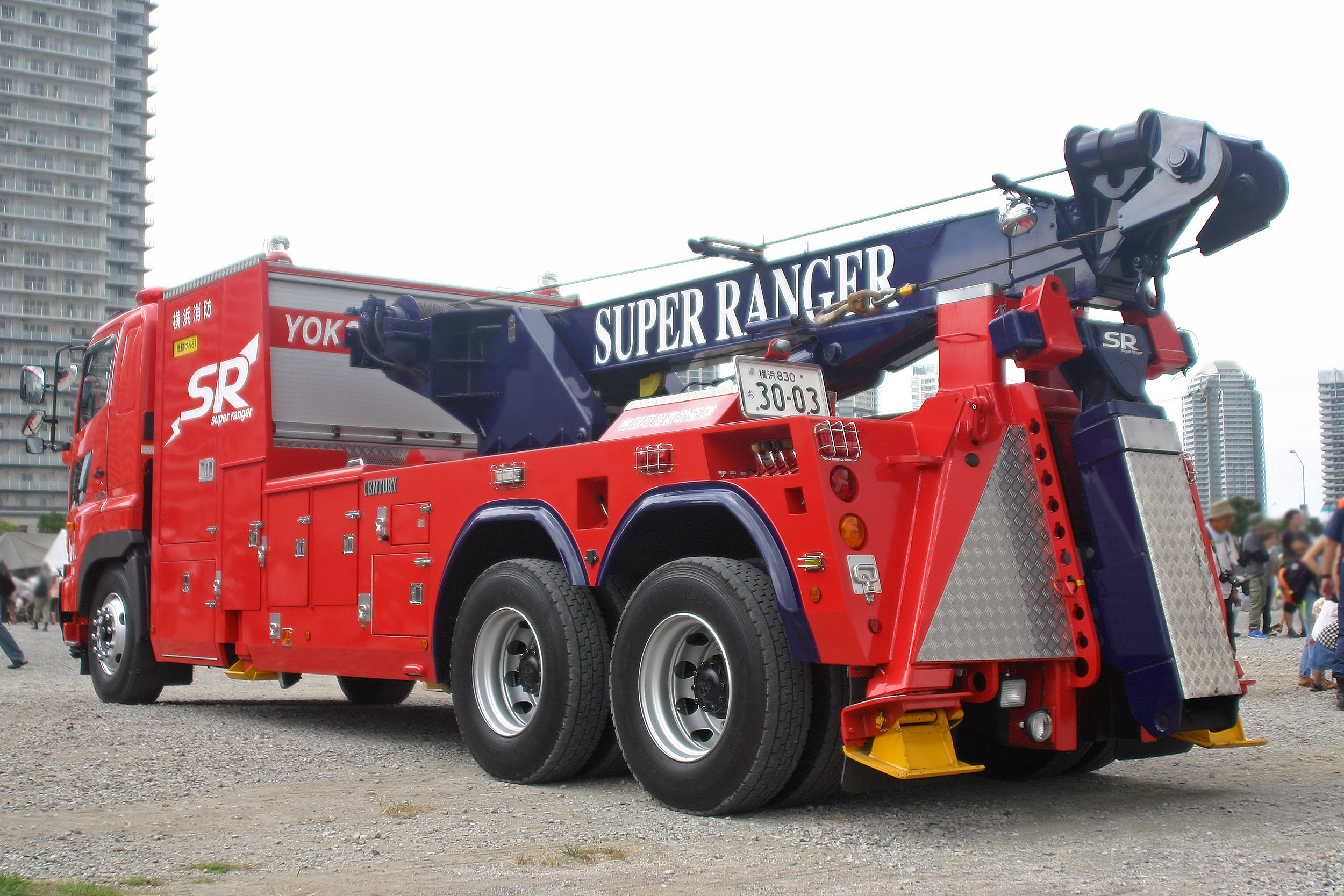
牵引工作车
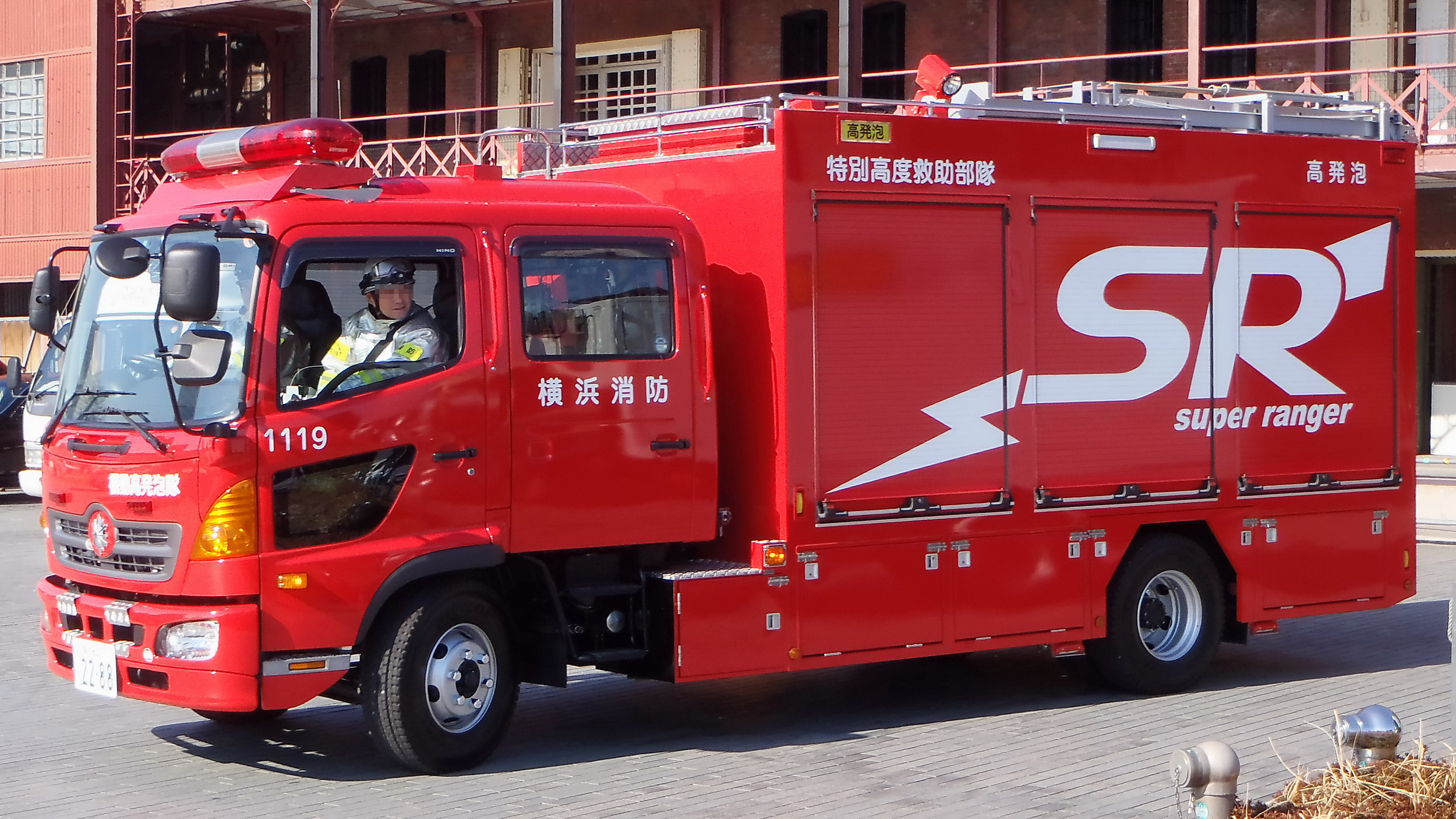
高倍泡沫消防车
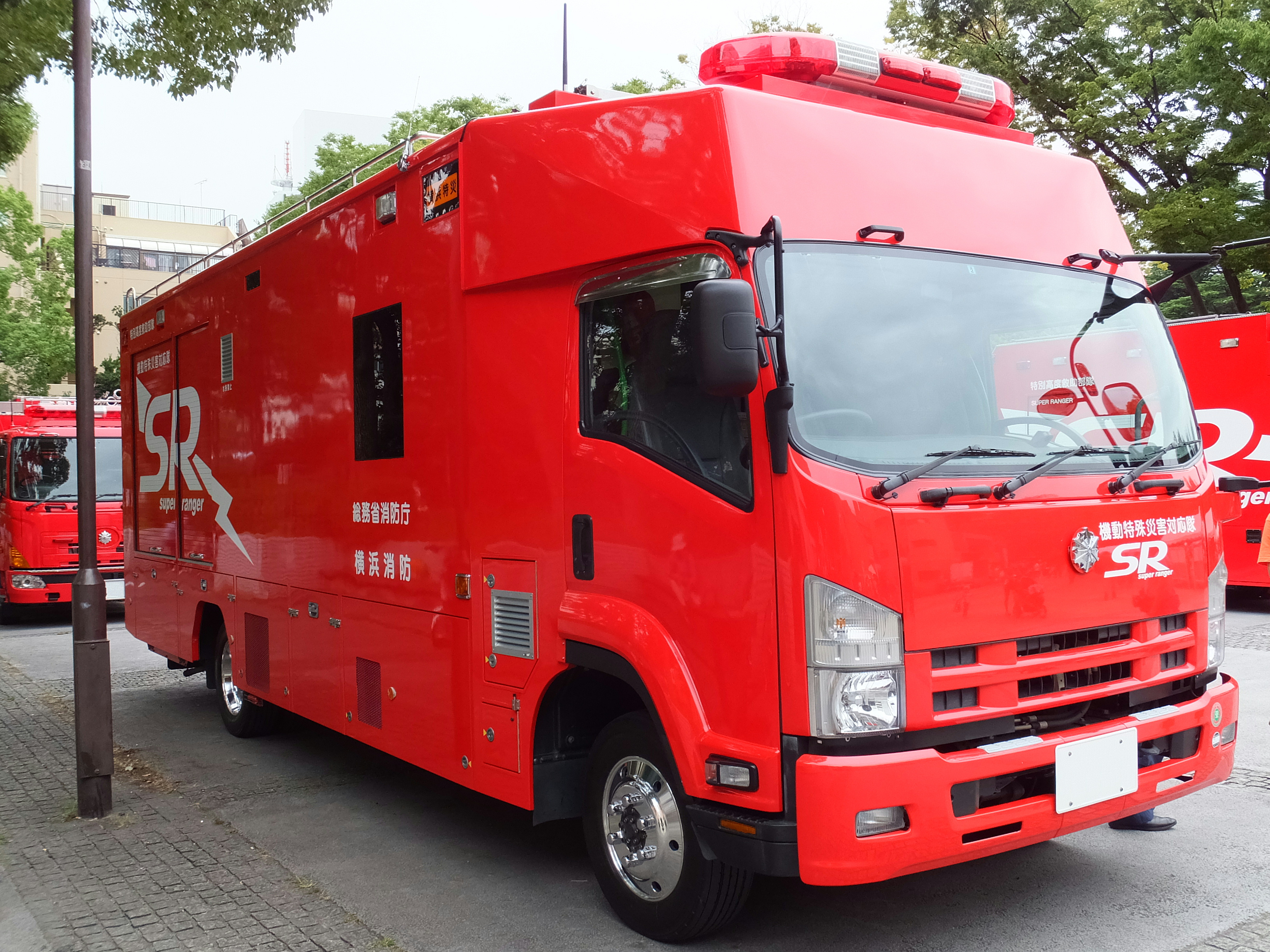
机动特殊灾害应对车
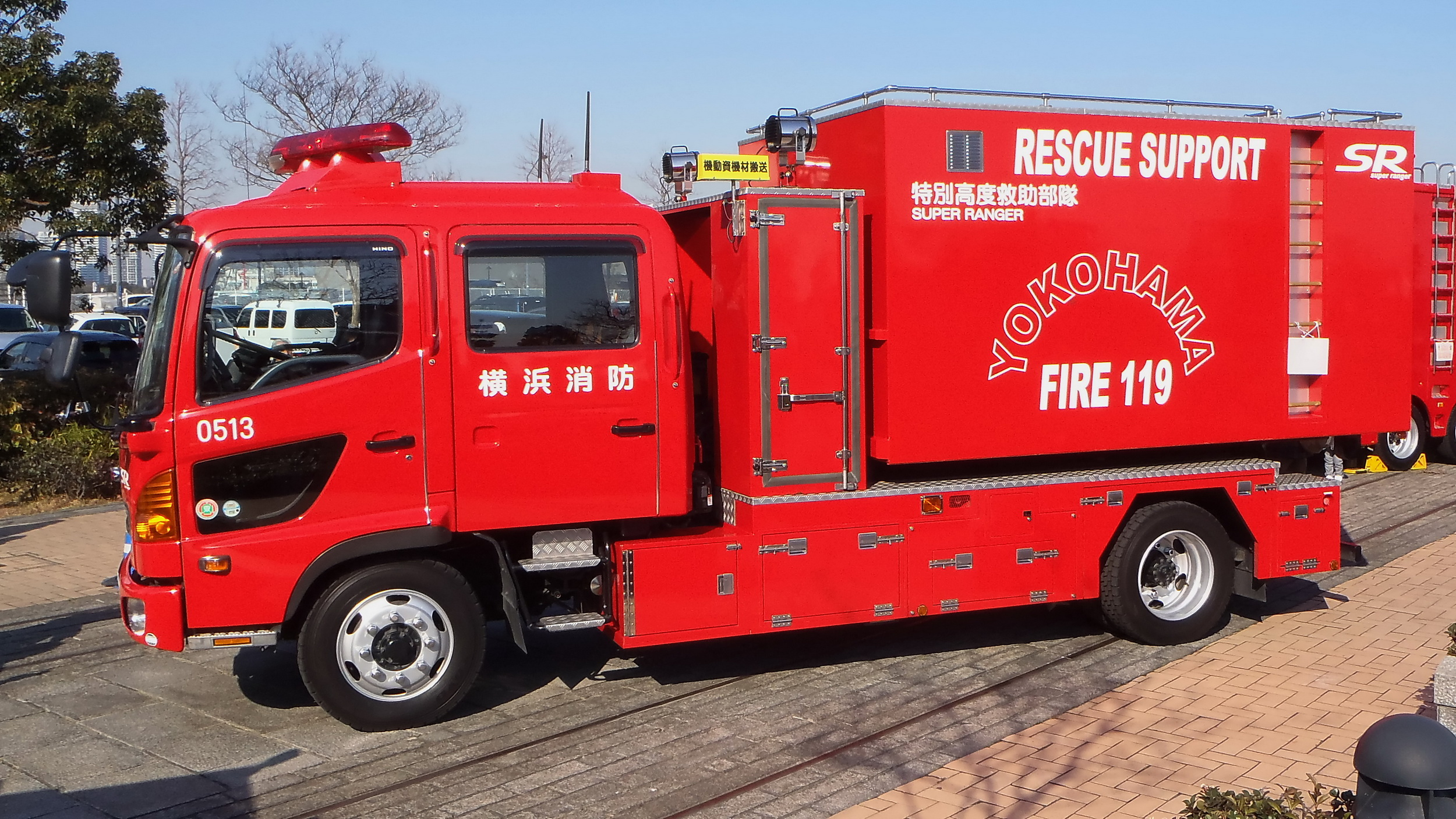
机动物资运输车

### 特别救助队
横滨市消防局18个消防署均编有1支特别救助队，称Yokohama Ranger（YR），共有救助队员300余人。

### 航空消防队
横滨市消防局航空消防队驻扎于横滨直升机场，拥有两架消防直升机，承担山岳救助、水上搜救、森林灭火、急救转运、情报收集等任务。根据消防互助协定，航空消防队也参与神奈川县内其他市町村乃至日本全国的消防工作。
横滨市消防局1979年开始筹备航空消防队，1980年借用东京直升机场开始运用首架直升机。1982年横滨直升机场竣工，航空消防队随即移驻至此。

## 附属机构和设施

### 消防训练中心、救急救命士养成所
横滨市消防训练中心承担横滨市消防局新入职消防员、在职消防员以及消防团员的培训工作。消防训练中心于1976年建成，曾举办过全国消防救助技术大会、全国女性消防操法大会等活动。
横滨市救急救命士养成所承担横滨市消防局救急救命士（急救员）的培养工作，成立于1991年。

### 横滨市民防灾中心
横滨市民防灾中心（日语：横浜市民防災センター）由横滨市消防局预防部管理，平时作为市民防灾减灾教育的场所，灾害时作为应急避难设施，同时也是横滨市消防音乐队和特别高度救助部队一部的据点。

### 横滨直升机场

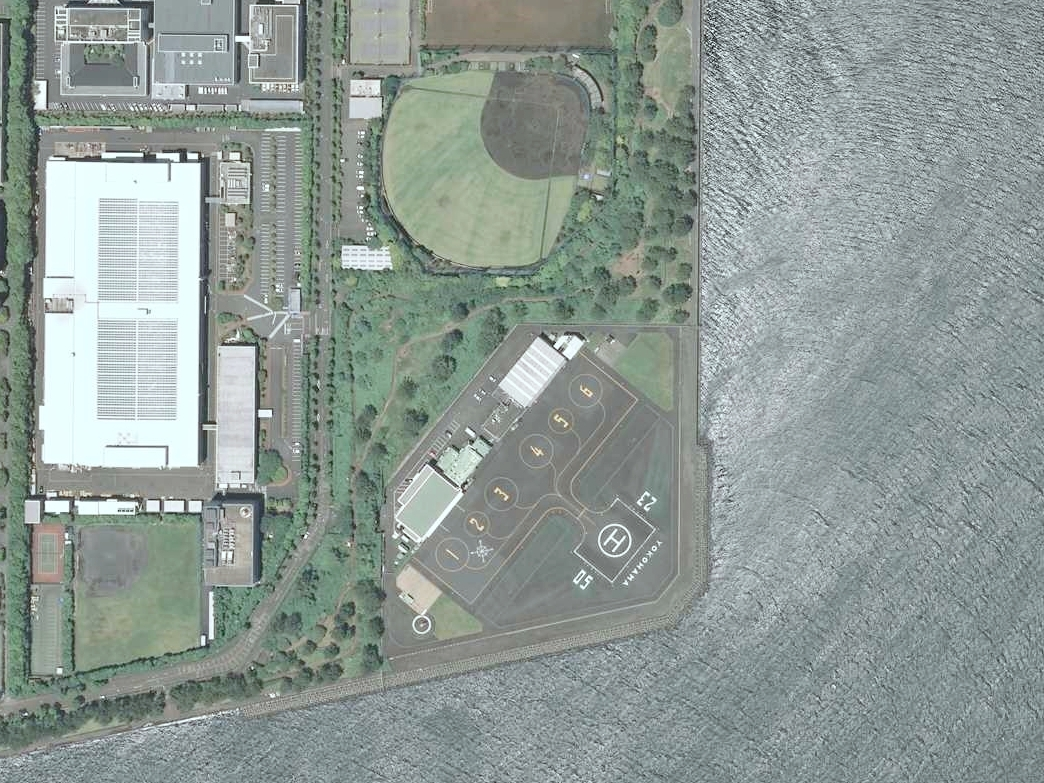
横滨直升机场俯视图

横滨直升机场（日语：横浜ヘリポート）是由横滨市消防局运营的直升机场，位于神奈川县横滨市金泽区，不对外开放。直升机场于1982年竣工，横滨市消防局航空消防队和神奈川县警察航空队驻扎于此。